# RLM-Typenliste
Die RLM-Typenliste war eine Liste des Technischen Amts des Reichsluftfahrtministeriums (RLM), um eine eindeutige und systematische Bezeichnung deutscher Flugzeugtypen zu gewährleisten.

## Entstehung und Geschichte der Liste
In den Jahren 1929 und 1930 fanden Gespräche zwischen dem Heereswaffenamt im Reichswehrministerium, der Luftfahrtindustrie und weiteren Institutionen statt, um die bisher von den jeweiligen Herstellern frei gewählten Bezeichnungen ihrer Flugzeuge durch einheitliche zu ersetzen. Die neuen Bezeichnungen bestanden aus einem zweibuchstabigen Kürzel für den Hersteller, wobei der erste Buchstabe groß-, der zweite kleingeschrieben wurde, und einer durch eine Zentralstelle vergebenen laufenden Nummer. Während ein zweibuchstabiges Namenskürzel bis dahin nur von den Dornier und Rohrbach verwendet wurde, hatten insgesamt zehn deutsche Hersteller ihre Flugzeuge in einer firmeneigenen Sequenz aufsteigend nummeriert. Später wurden in Einzelfällen auch Herstellerkürzel mit zwei Großbuchstaben zugelassen, so erstmalig für Blohm & Voss (BV).
Es lässt sich anhand der bekannten Bezeichnungen für tatsächlich gebaute Flugzeugmuster und Projekte erkennen, dass im Nummernbereich bis etwa 350 einzelnen Herstellern ganze Nummernblöcke zugewiesen wurden. Doppelbelegungen ein und derselben Nummer waren nicht ungewöhnlich; bei zum Zeitpunkt der Einführung der Liste um 1932/33 vorhandenen oder in Entwicklung befindlichen Flugzeugtypen wurde einfach die alte herstellereigene Zählnummer mit dem neuen Herstellerkürzel kombiniert (bis Nummer 66), oder es wurden dann die Nummern obsoleter Typen, die nicht mehr in Verwendung waren, erneut verwendet. Später wurde die Modifikation oder Weiterentwicklung eines Flugzeugtyps oft dadurch angezeigt, das die letzten beiden Ziffern bei ansteigender Hunderterstelle beibehalten wurden (so z. B. Junkers Ju 88 – Ju 188 – Ju 288 – Ju 388 – Ju 488).
Im Vorfeld und Verlauf des Zweiten Weltkriegs wurden auch einige wenige tschechische, französische und italienische Baumuster in die Liste aufgenommen, die von der Luftwaffe übernommen bzw. sogar für diese gebaut wurden. Als Zählnummer wurde eine aus der jeweiligen Typenbezeichnung abgeleitete Zahl verwendet, eigene Herstellerkürzel für deren Hersteller wurden aber nicht eingeführt.
Die Einfachheit und gleichzeitig Eindeutigkeit dieses Bezeichnungssystems brachte es mit sich, dass nicht nur offizielle vom RLM zugewiesene Bezeichnungen verwendet wurden und werden. Zum Teil benutzten die Hersteller inoffizielle werksinterne Bezeichnungen gleichen Stils, entweder wiederum zur Kennzeichnung der Fortentwicklung eines Flugzeugmusters (z. B. Messerschmitt Bf 109 – Me 409), oder abgeleitet von einer Zeichnungs-, Ausschreibungs- oder sonstigen Nummer (z. B. Focke-Wulf Fw 195, Fw 238, Fw 261). Bereits während des Zweiten Weltkriegs kamen aus Propaganda- und Tarngründen erfundene oder von Kriegsgegnern Deutschlands irrtümlich angenommene Bezeichnungen hinzu, die dann in der Nachkriegsliteratur weiter kolportiert wurden. Wo immer bekannt, sind in der folgenden Liste solche fiktiven, aber nichtsdestoweniger geläufigen Verwendungen benannt.
Die Systematik des RLM war über die Bezeichnung von Motorflugzeugen hinaus weiter gefasst: Für diese wurde der Zählnummer eine 8 vorangestellt, beispielsweise 8-109. Entsprechend gab es Nummern für weitere Kategorien, die 9 für Kolbentriebwerke, 108 (bis auf einige Ausnahmen, die in Kategorie 8 geführt wurden) für Segelflugzeuge und 109 für Strahl- und Raketentriebwerke.

## Liste der Motorflugzeuge

### Bemerkungen zur tabellarischen Darstellung
In der Spalte RLM-Nr. findet sich die für den jeweiligen Flugzeugtyp gültige laufende Nummer, ohne die die Motorflugzeuge ausweisende vorangestellte 8.
Der Flugzeugtyp ist prinzipiell durch die Kombination von Herstellername, Hersteller- oder Konstrukteurskürzel und laufender Zählnummer bezeichnet. Ausnahmen wurden nur bei einigen älteren (z. B. Junkers W 34) und eingereihten ausländischen (z. B. Caproni Ca.313) Flugzeugmustern gemacht, wo die bisherige Bezeichnung beibehalten wurde. Führte eine Flugzeugbauart eine Bezeichnung nur anfangs oder zeitweise und wurde umbenannt, so ist diese in der Tabelle kursiv gesetzt. Ebenfalls kursiv stehen aus Propaganda- und Tarngründen erfundene Bezeichnungen sowie solche, die irrtümlich von Deutschlands Kriegsgegnern angenommen wurden.
Beinamen sind in spitze (»…«), allfällige Spitznamen in normale („…“) Anführungszeichen gesetzt. Namensvergabe für Flugzeuge war in Deutschland mit Ausnahme der Firma Focke-Wulf, die für ihre Typen Vogelnamen verwendete, eher selten und nahm erst mit dem Aufkommen von Suggestivnamen im Verlauf des Zweiten Weltkriegs zu.
Ist ein Flugzeugtyp tatsächlich geflogen, wird in der Tabelle das Jahr des Erstflugs angegeben. Ist dieses nicht bekannt – zumeist bei Flugkörpern – so steht ein ‘?’. Bei Flugzeugen, die zwar gebaut wurden, aber aus den verschiedensten Gründen nicht flogen, und reinen Projekten steht ein ‘—’.
In der Spalte Antrieb folgt auf die Zahl der Triebwerke entweder ‘mot.’ für Flugzeuge mit Kolbenmotoren oder ‘str.’ für Flugzeuge mit Strahltriebwerken. Ob es sich dabei um Turbinen-Luftstrahltriebwerke oder Raketenantrieb handelte, ist unter Anmerkungen erläutert. Einige wenige Baumuster gab es mit unterschiedlichen Motorisierungen, so z. B. die Messerschmitt Me 323 zwei- und viermotorig, dies wird in der Tabelle mit 4-/6-mot. angegeben.
Unter Bauart wird nach der Anordnung der Tragflächen unterschieden, also ob das jeweilige Flugzeug ein Hoch-, Schulter-, Mittel-, Tief- oder Doppeldecker war. Als Sonderbauarten sind neben Nurflüglern und Drehflüglern auch die unterschiedlichen Bauarten von Flugbooten, nämlich (normale) Flugboote, Großflugboote (Flugschiffe) und Amphibien, die zusätzlich über ein Fahrwerk verfügen, ausgewiesen. Für Schwimmerflugzeuge, die üblicherweise in ihrer Bauart Landflugzeugen entsprechen, ist der Anordnung der Tragflächen die Präzisierung ‘See‘ in Klammern hinzugefügt. Ebenfalls gesondert gekennzeichnet sind Flugkörper, die in die Liste eingereiht wurden. Kriterium für die Aufnahme eines Flugkörpers in die Liste der Motorflugzeuge scheint das Vorhandensein von Flügeln gewesen zu sein.
Die Spalte Verwendungszweck listet die Verwendung(en) eines Flugzeugtyps, zivil und militärisch. Häufig wurde ein bestimmtes Flugzeug nicht nur für einen, sondern für verschiedene Zwecke verwendet, so dass ggf. neben der Hauptbestimmung mehrere andere angeführt sind. Baumuster, die von vornherein für vielfältigen Einsatz entworfen wurden, sind als Mehrzweck(kampf)flugzeug bezeichnet.
Unter Status finden sich Angaben, ob ein Flugzeugentwurf realisiert wurde oder Projekt blieb, und, sofern er gebaut wurde, in welchem technischen Reifegrad: Prototyp(en), Nullserie, Kleinserie oder Serie. Die Unterscheidung zwischen Kleinserien- und Serienbau wird dabei bei etwa 30 gebauten Exemplaren gemacht.
Anmerkungen sind verschiedenste Informationen zu Entstehungsgeschichte, Technik oder Einsatz des jeweiligen Baumusters.

### Tabelle der Flugzeugtypen
| RLM-Nr. | Flugzeugtyp                    | Bei- oder Spitzname             | Erstflug | Antrieb           | Bauart             | Verwendung                                                            | Status     | Anmerkungen |
| ------- | ------------------------------ | ------------------------------- | -------- | ----------------- | ------------------ | --------------------------------------------------------------------- | ---------- | --- |
| 1–4     |                                |                                 |          |                   |                    |                                                                       |            | Nicht verwendet |
| 5       | Fieseler Fi 5                  |                                 | 1933     | 1-mot.            | Tiefdecker         | Schul-, Reise- und Sportflugzeug                                      | Serie      | Ursprüngliche Bezeichnung F 5 |
| 6       | Fieseler Fi 6                  |                                 | 1933     | 1-mot.            | Tiefdecker         | Schul-, Reise- und Sportflugzeug                                      | Prototyp   | Ursprüngliche Bezeichnung F 6, an Tragflächen und Höhenleitwerk modifizierte F 5                                                                                   |
| 7       |                                |                                 |          |                   |                    |                                                                       |            | Nicht verwendet |
| 8       | Göppingen Gö 8                 |                                 | 1939     | unmot.            | Flugboot           | Versuchsgleiter                                                       | Prototyp   | 1:5-Modell der Do 214 für aero- und hydrodynamische Schleppversuche                                                                                                |
| 9       | Göppingen Gö 9                 |                                 | 1941     | 1-mot.            | Schulterdecker     | Versuchsflugboot                                                      | Prototyp   | 1:2,5-Modell einer Do 17 mit Heckantrieb, als Erprobungsträger für die Do 335                                                                                      |
| 10      | Dornier Do 10                  |                                 | 1931     | 1-mot.            | Hochdecker         | Jäger                                                                 | Prototypen | Jagdzweisitzer |
| 11      | Dornier Do 11                  |                                 | 1932     | 2-mot.            | Schulterdecker     | Mittlerer Bomber                                                      | Serie      | Mit Einziehfahrwerk |
| 11      | WNF Wn 11                      |                                 | 1933/5   | 2-mot.            | Amphibium          | Reise- und Kurierflugboot                                             | ?          | Ursprüngliche Bezeichnung Hopfner HV 11 |
| 12      | Dornier Do 12                  | »Libelle III«                   | 1932     | 1-mot.            | Amphibium          | Reise- und Sportflugboot                                              | Prototyp   | |
| 12      | Zlín Z-XII                     |                                 | 1935     | 1-mot.            | Tiefdecker         | Sportflugzeug                                                         | Serie      | Tschechisches Baumuster, von der Luftwaffe übernommen |
| 13      | Dornier Do 13                  |                                 | 1933     | 2-mot.            | Schulterdecker     | Mittlerer Bomber                                                      | Serie      | Wie Do 11, nur mit festem Fahrwerk; nach Unfallserie 1934 umgebaut, 1935 zur Vermeidung der Unglückszahl 13 in Do 23 umbenannt                                     |
| 14      | Dornier Do 14                  |                                 | 1936     | 2-mot.            | Flugboot           | Versuchsflugboot                                                      | Prototyp   | Motoren im Rumpf, durch Fernwelle angetriebener Druckpropeller |
| 15      | Dornier Do 15                  |                                 | 1931     | 3-mot.            | Schulterdecker     | Mittlerer Bomber                                                      | Prototypen | Bezeichnung der Do Y für eine Ausschreibung des Heereswaffenamts; nur für Jugoslawien gebaut                                                                       |
| 15      | WNF Wn 15                      |                                 | 1936     | 2-mot.            | Tiefdecker         | Reiseflugzeug                                                         | Prototyp   | Ursprüngliche Bezeichnung Hopfner HV 15 |
| 16      | Dornier Do 16                  | »Militär-Wal«                   | 1933     | 2-mot.            | Flugboot           | Seefernaufklärer, Postflugboot                                        | Serie      | Ursprüngliche Bezeichnung Do J II |
| 16      | WNF Wn 16                      |                                 | 1939     | 1-mot.            | Tiefdecker         | Versuchsflugzeug                                                      | Prototyp   | Experimentalflugzeug mit Doppelleitwerksträger und Druckpropeller                                                                                                  |
| 17      | Dornier Do 17                  | „Fliegender Bleistift“          | 1934     | 2-mot.            | Schulterdecker     | Mittlerer Bomber, Fernaufklärer                                       | Serie      | |
| 18      | Dornier Do 18                  |                                 | 1935     | 2-mot.            | Flugboot           | Seefernaufklärer, Postflugboot                                        | Serie      | |
| 19      | Dornier Do 19                  |                                 | 1936     | 4-mot.            | Mitteldecker       | Schwerer Bomber                                                       | Prototypen | Entwurf für den sog. „Uralbomber“ |
| 20      | Dornier Do 20                  |                                 | —        | 8-mot.            | Großflugboot       | Verkehrsflugboot                                                      | Projekt    | Aerodynamisch verfeinerte Do X, 1935–36 projektiert |
| 21      |                                |                                 |          |                   |                    |                                                                       |            | Nicht verwendet |
| 22      | Dornier Do 22                  |                                 | 1935     | 1-mot.            | Hochdecker (See)   | See-Mehrzweckkampfflugzeug                                            | Serie      | Nur für den Export nach Griechenland, Jugoslawien und Lettland gebaut                                                                                              |
| 23      | Dornier Do 23                  |                                 | 1935     | 2-mot.            | Schulterdecker     | Mittlerer Bomber                                                      | Serie      | Modizierter Weiterbau der Do 13 |
| 24      | Dornier Do 24                  |                                 | 1937     | 3-mot.            | Flugboot           | Seefernaufklärer, Seenotrettung                                       | Serie      | Konkurrenzentwurf zu BV 138, zunächst nur für die Niederlande, ab 1940 auch für die Luftwaffe in Serie gebaut                                                      |
| 25      | Klemm Kl 25                    |                                 | 1928     | 1-mot.            | Tiefdecker         | Schul- und Sportflugzeug                                              | Serie      | Ursprüngliche Bezeichnung L 25 |
| 25      |                                |                                 |          |                   |                    |                                                                       |            | Dornier zugeordnet, Nummer 1954 mit der Do 25 aufgenommen |
| 26      | Klemm Kl 26                    |                                 | 1929     | 1-mot.            | Tiefdecker         | Schul- und Sportflugzeug                                              | Serie      | Ursprüngliche Bezeichnung L 26 |
| 26      | Dornier Do 26                  |                                 | 1938     | 4-mot.            | Flugboot           | Post- und Transportflugboot                                           | Prototypen | |
| 27      |                                |                                 |          |                   |                    |                                                                       |            | Dornier zugeordnet, Nummer 1956 mit der Do 27 aufgenommen |
| 28      |                                |                                 |          |                   |                    |                                                                       |            | Nicht verwendet |
| 29      | Dornier Do 29                  |                                 | —        | 2-mot.            | ?                  | Zerstörer, Mehrzweckkampfflugzeug                                     | Projekt    | Konkurrenzentwurf zur Bf 110, Nummer 1958 mit der Do 29 erneut aufgenommen                                                                                         |
| 30      | Focke-Wulf Fw 30               | »Heuschrecke«                   | 1933     | 1-mot.            | Drehflügler        | Versuchstragschrauber                                                 | Serie      | Ursprüngliche Bezeichnung C 30, da in Lizenz gebaute Cierva C.30                                                                                                   |
| 31      | Klemm Kl 31                    |                                 | 1931     | 1-mot.            | Tiefdecker         | Reiseflugzeug                                                         | Serie      | |
| 32      | Klemm Kl 32                    |                                 | 1932     | 1-mot.            | Tiefdecker         | Reise- und Sportflugzeug                                              | Serie      | Für die Teilnahme am Europarundflug 1932 entwickelt |
| 33      | Junkers W 33                   |                                 | 1926     | 1-mot.            | Tiefdecker         | Mehrzweckflugzeug, Besatzungs-Schulflugzeug                           | Serie      | Verwendung der RLM-konformen Bezeichnung Ju 33 nicht üblich |
| 33      | Klemm Kl 33                    |                                 | 1933     | 1-mot.            | Tiefdecker         | Sportflugzeug                                                         | Prototyp   | Ursprüngliche Bezeichnung L 33, in Leichtbauart |
| 34      | Junkers W 34                   |                                 | 1926     | 1-mot.            | Tiefdecker         | Mehrzweckflugzeug, Besatzungs-Schulflugzeug                           | Serie      | Verwendung der RLM-konformen Bezeichnung Ju 34 nicht üblich |
| 35      | Klemm Kl 35                    |                                 | 1935     | 1-mot.            | Tiefdecker         | Schul- und Sportflugzeug                                              | Serie      | |
| 36      | Klemm Kl 36                    |                                 | 1934     | 1-mot.            | Tiefdecker         | Reise- und Sportflugzeug                                              | Kleinserie | Für die Teilnahme am Europarundflug 1934 entwickelt |
| 37      |                                |                                 |          |                   |                    |                                                                       |            | Nicht verwendet |
| 38      | DFS 38                         | „Quo Vadis“                     | 1936     | 1-mot.            | Hochdecker         | Versuchsflugzeug                                                      | Prototyp   | Schwanzloser Motorsegler mit Druckpropeller |
| 39      | DFS 39                         | »Delta IVc«                     | 1936     | 1-mot.            | Tiefdecker         | Versuchsflugzeug                                                      | Prototyp   | Schwanzloses Flugzeug mit Zugpropeller |
| 40      | Focke-Wulf Fw 40               |                                 | 1933     | 1-mot.            | Hochdecker         | Nahaufklärer                                                          | Prototyp   | Ursprüngliche Bezeichnung A 40 |
| 40      | DFS 40                         | »Delta V«                       | 1939     | 1-mot.            | Mitteldecker       | Versuchsflugzeug                                                      | Prototyp   | Schwanzloses Flugzeug mit Druckpropeller |
| 40      | Blohm & Voss BV 40             |                                 | 1944     | unmot.            | Schulterdecker     | Jagdgleiter                                                           | Prototypen | |
| 41      |                                |                                 |          |                   |                    |                                                                       |            | Nicht verwendet |
| 42      | Heinkel He 42                  |                                 | 1930     | 1-mot.            | Doppeldecker (See) | See-Schulflugzeug                                                     | Serie      | Ursprüngliche Bezeichnung HD 42 |
| 42      | Focke-Wulf Fw 42               |                                 | —        | 2-mot.            | Schulterdecker     | Mittlerer Bomber                                                      | Projekt    | Entwurf in Canard-Bauart |
| 43      | Focke-Wulf Fw 43               | »Falke«                         | 1932     | 1-mot.            | Hochdecker         | Reiseflugzeug                                                         | Prototyp   | Ursprüngliche Bezeichnung A 43 |
| 44      | Focke-Wulf Fw 44               | »Stieglitz«                     | 1932     | 1-mot.            | Doppeldecker       | Schul- und Sportflugzeug                                              | Serie      | |
| 45      | Heinkel He 45                  |                                 | 1930     | 1-mot.            | Doppeldecker       | Leichter Bomber, Fernaufklärer                                        | Serie      | Ursprüngliche Bezeichnung HD 45 |
| 46      | Heinkel He 46                  |                                 | 1931     | 1-mot.            | Hochdecker         | Nahaufklärer                                                          | Serie      | Ursprüngliche Bezeichnung HD 46, Prototypen noch als Doppeldecker gebaut                                                                                           |
| 46      | Junkers Ju 46                  |                                 | 1932     | 1-mot.            | Tiefdecker (See)   | See-Postflugzeug                                                      | Kleinserie | Katapultstartfähige Weiterentwicklung der Junkers W 34, für den Einsatz von den Schnelldampfern Bremen und Europa                                                  |
| 47      | Focke-Wulf Fw 47               |                                 | 1932     | 1-mot.            | Hochdecker         | Wetterflugzeug                                                        | Serie      | Ursprüngliche Bezeichnung A 47 |
| 47      | Heinkel He 47                  |                                 | —        | ?                 | ?                  | Übungsflugzeug                                                        | Projekt    | Attrappe 1934 bei Werkshallenbrand vernichtet, Projekt danach eingestellt                                                                                          |
| 48      | Heinkel He 48                  |                                 | —        | ?                 | ?                  | Nahaufklärer                                                          | Projekt    | Attrappe 1935 besichtigt, Projekt vor für 1936 geplantem Erstflug eingestellt                                                                                      |
| 49      | Heinkel He 49                  |                                 | 1932     | 1-mot.            | Doppeldecker       | Jäger                                                                 | Prototyp   | Ursprüngliche Bezeichnung HD 49, als Land- und Seeflugzeug einsetzbar                                                                                              |
| 49      | Junkers Ju 49                  |                                 | 1931     | 1-mot.            | Tiefdecker         | Versuchsflugzeug                                                      | Prototyp   | Höhenforschungsflugzeug mit Druckkabine |
| 50      | Heinkel He 50                  |                                 | 1931     | 1-mot.            | Doppeldecker       | Sturzkampfbomber                                                      | Serie      | Ursprüngliche Bezeichnung HD 50; auch als Seeflugzeug gebaut |
| 51      | Heinkel He 51                  |                                 | 1933     | 1-mot.            | Doppeldecker       | Jäger                                                                 | Serie      | Weiterentwicklung der He 49 |
| 52      | Junkers Ju 52/1m               |                                 | 1930     | 1-mot.            | Tiefdecker         | Transportflugzeug                                                     | Kleinserie | |
| 52      | Junkers Ju 52/3m               | „Tante Ju“                      | 1932     | 3-mot.            | Tiefdecker         | Verkehrs- und Transportflugzeug, Behelfsbomber                        | Serie      | |
| 52      | Heinkel He 52                  |                                 | 1936     | 1-mot.            | Doppeldecker       | Versuchsflugzeug                                                      | Prototyp   | Werksinterne Bezeichnung der He 51 V-5 mit Hydronaliumzelle |
| 53      |                                |                                 |          |                   |                    |                                                                       |            | Nicht verwendet |
| 54      | DFS 54                         |                                 | —        | unmot.            | ?                  | Versuchsgleiter                                                       | Projekt    | Höhensegelflugzeug, 1941 eingestellt |
| 54      | Nagler-Rolz NR 54              |                                 | 1941     | 1-mot.            | Drehflügler        | Versuchshubschrauber                                                  | Prototypen | Falt- und tragbarer „Rucksackhubschrauber“, Rotorantrieb durch Druckpropeller an den Rotoren                                                                       |
| 55      | Nagler-Rolz NR 55              |                                 | 1940     | 1-mot.            | Drehflügler        | Versuchshubschrauber                                                  | Prototyp   | Kleinsthubschrauber, Rotorantrieb durch Druckpropeller an den Rotoren                                                                                              |
| 55      | Focke-Wulf Fw 55               |                                 | 1933     | 1-mot.            | Hochdecker         | Fortgeschrittenen-Schulflugzeug                                       | Kleinserie | Modifizierter Weiterbau der Al 101 |
| 56      | Focke-Wulf Fw 56               | »Stößer«                        | 1933     | 1-mot.            | Hochdecker         | Übungsjagdflugzeug                                                    | Serie      | |
| 57      | Focke-Wulf Fw 57               |                                 | 1936     | 2-mot.            | Tiefdecker         | Zerstörer, Mehrzweckkampfflugzeug                                     | Prototypen | Unterlegener Konkurrenzentwurf zur Bf 110 |
| 57      | North American NA-57           |                                 | 1939     | 1-mot.            | Tiefdecker         | Schulflugzeug                                                         | Serie      | US-amerikanisches Baumuster aus der Texan-Typenfamilie, aus den Beständen der französischen Armée de l'Air übernommen                                              |
| 58      | Focke-Wulf Fw 58               | »Weihe«                         | 1935     | 2-mot.            | Tiefdecker         | Mehrzweckflugzeug, Besatzungs-Schulflugzeug                           | Serie      | |
| 59      | Heinkel He 59                  |                                 | 1931     | 2-mot.            | Doppeldecker (See) | See-Mehrzweckkampfflugzeug                                            | Serie      | Ursprüngliche Bezeichnung HD 59 |
| 60      | Heinkel He 60                  |                                 | 1931     | 1-mot.            | Doppeldecker (See) | Borderkunder, Küstenaufklärer                                         | Serie      | Ursprüngliche Bezeichnung HD 60 |
| 60      | Junkers Ju 60                  | »Pfeil«                         | 1932     | 1-mot.            | Tiefdecker         | Verkehrsflugzeug                                                      | Prototypen | |
| 61      | Heinkel He 61                  |                                 | 1931     | 1-mot.            | Doppeldecker       | Leichter Bomber, Fernaufklärer                                        | Prototyp   | Ursprüngliche Bezeichnung HD 61; Exportversion der He 45 für China                                                                                                 |
| 61      | Focke-Wulf Fw 61               |                                 | 1936     | 1-mot.            | Drehflügler        | Versuchshubschrauber                                                  | Prototypen | Zwei seitliche Rotoren, später auch als Focke-Achgelis Fa 61 bezeichnet                                                                                            |
| 62      | Heinkel He 62                  |                                 | 1931     | 1-mot.            | Doppeldecker (See) | See-Aufklärer                                                         | Prototyp   | Ursprüngliche Bezeichnung HD 62; bei Heinkel entwickelt, als Aichi AB-5 in Japan gebaut                                                                            |
| 62      | Focke-Wulf Fw 62               |                                 | 1937     | 1-mot.            | Doppeldecker (See) | Borderkunder                                                          | Prototypen | Unterlegener Konkurrenzentwurf zur Ar 196 |
| 63      | Heinkel He 63                  |                                 | 1932     | 1-mot.            | Doppeldecker       | Fortgeschrittenen-Schulflugzeug                                       | Prototypen | Unterlegener Konkurrenzentwurf zur Ar 66, auch als Seeflugzeug ausgeführt                                                                                          |
| 63      | Potez 63                       |                                 | 1936     | 2-mot.            | Tiefdecker         | Zerstörer, Jagdbomber, Aufklärer                                      | Serie      | Französisches Baumuster, Äquivalent zur Bf 110; bis 1941 für die Luftwaffe weitergebaut und als Schulflugzeug verwendet                                            |
| 64      | Arado Ar 64                    |                                 | 1929     | 1-mot.            | Doppeldecker       | Jäger                                                                 | Serie      | |
| 64      | Heinkel He 64                  |                                 | 1932     | 1-mot.            | Tiefdecker         | Sport- und Reiseflugzeug                                              | Kleinserie | Für die Teilnahme am Europarundflug 1932 entwickelt |
| 65      | Arado Ar 65                    |                                 | 1931     | 1-mot.            | Doppeldecker       | Jäger                                                                 | Serie      | Weiterentwicklung der Ar 64 mit Motor BMW VI |
| 65      | Heinkel He 65                  |                                 | —        | 1-mot.            | Tiefdecker         | Postflugzeug                                                          | Projekt    | |
| 66      | Arado Ar 66                    |                                 | 1932     | 1-mot.            | Doppeldecker       | Fortgeschrittenen-Schulflugzeug                                       | Serie      | |
| 66      | Heinkel He 66                  |                                 | 1933     | 1-mot.            | Doppeldecker       | Sturzkampfbomber                                                      | Prototyp   | Exportversion der He 50 für Japan |
| 67      | Arado Ar 67                    |                                 | 1933     | 1-mot.            | Doppeldecker       | Jäger                                                                 | Prototyp   | Modifizierte Ar 65 mit Motor Rolls-Royce Kestrel |
| 68      | Arado Ar 68                    |                                 | 1934     | 1-mot.            | Doppeldecker       | Jäger                                                                 | Serie      | |
| 69      | Arado Ar 69                    |                                 | 1934     | 1-mot.            | Doppeldecker       | Schul- und Sportflugzeug                                              | Kleinserie | Unterlegener Konkurrenzentwurf zur Fw 44 und He 72 |
| 70      | Heinkel He 70                  | »Blitz«                         | 1932     | 1-mot.            | Tiefdecker         | Verkehrs- und Kurierflugzeug, Fernaufklärer, Behelfsbomber            | Serie      | |
| 71      | Heinkel He 71                  |                                 | 1933     | 1-mot.            | Tiefdecker         | Sportflugzeug                                                         | Prototyp   | |
| 71      | Avia B-71                      |                                 | 1934     | 2-mot.            | Mitteldecker       | Mittlerer Bomber                                                      | Serie      | Tschechischer Lizenzbau der Tupolew SB-2, für die Luftwaffe bis 1941 weitergebaut                                                                                  |
| 72      | Heinkel He 72                  | »Kadett«                        | 1933     | 1-mot.            | Doppeldecker       | Schul- und Sportflugzeug                                              | Serie      | |
| 73      |                                |                                 |          |                   |                    |                                                                       |            | Heinkel zugeordnet, nicht verwendet |
| 74      | Heinkel He 74                  |                                 | 1933     | 1-mot.            | Doppeldecker       | Übungsjagdflugzeug                                                    | Prototypen | Unterlegener Konkurrenzentwurf zur Fw 56 und Ar 76 |
| 75      | Albatros Al 75                 | »Ass«                           | 1928     | 1-mot.            | Doppeldecker       | Fortgeschrittenen-Schulflugzeug                                       | Serie      | Ursprüngliche Bezeichnung L 75 |
| 76      | Arado Ar 76                    |                                 | 1934     | 1-mot.            | Hochdecker         | Übungsjagdflugzeug                                                    | Serie      | |
| 77      | Arado Ar 77                    |                                 | 1934     | 2-mot.            | Tiefdecker         | Mehrzweckflugzeug, Besatzungs-Schulflugzeug                           | Prototypen | Unterlegener Konkurrenzentwurf zur Fw 58 |
| 78      |                                |                                 |          |                   |                    |                                                                       |            | Arado-Projekt zugeordnet, keine Evidenz |
| 79      | Arado Ar 79                    |                                 | 1938     | 1-mot.            | Tiefdecker         | Schul- und Reiseflugzeug                                              | Serie      | |
| 80      | Arado Ar 80                    |                                 | 1935     | 1-mot.            | Tiefdecker         | Jäger                                                                 | Prototypen | Unterlegener Konkurrenzentwurf zur Bf 109 |
| 81      | Arado Ar 81                    |                                 | 1936     | 1-mot.            | Doppeldecker       | Sturzkampfbomber                                                      | Prototypen | Unterlegener Konkurrenzentwurf zur Ju 87 |
| 82      | Junkers Ju 82                  |                                 | —        | 2-str.            | ?                  | Jäger                                                                 | Projekt    | Entwurf eines Leichtbaujägers ähnlich der Me 328, Antrieb durch zwei Argus-Pulsstrahlrohre                                                                         |
| 82      | Savoia-Marchetti SM.82         |                                 | 1938     | 3-mot.            | Tiefdecker         | Transportflugzeug                                                     | Serie      | Italienisches Baumuster, bis 1944 für die Luftwaffe gebaut |
| 83      |                                |                                 |          |                   |                    |                                                                       |            | Nicht verwendet |
| 84      | Albatros Al 84                 |                                 | 1931     | 1-mot.            | Doppeldecker       | Jäger                                                                 | Prototypen | Jagdzweisitzer, ursprüngliche Bezeichnung L 84 |
| 85      | Junkers Ju 85                  |                                 | —        | 2-mot.            | Mitteldecker       | Schnellbomber                                                         | Projekt    | Variante der Ju 88 mit Doppelleitwerk, 1937 projektiert |
| 86      | Junkers Ju 86                  |                                 | 1934     | 2-mot.            | Tiefdecker         | Mittlerer Bomber, Verkehrsflugzeug, später Höhenbomber und -aufklärer | Serie      | |
| 87      | Junkers Ju 87                  | „Stuka“                         | 1935     | 1-mot.            | Tiefdecker         | Sturzkampfbomber, Schlachtflugzeug                                    | Serie      | |
| 88      | Junkers Ju 88                  |                                 | 1936     | 2-mot.            | Mitteldecker       | Schnellbomber, Zerstörer, Nachtjäger, Fernaufklärer                   | Serie      | |
| 89      | Junkers Ju 89                  |                                 | 1937     | 4-mot.            | Tiefdecker         | Schwerer Bomber                                                       | Prototypen | Entwurf für den sog. „Uralbomber“ |
| 90      | Junkers Ju 90                  |                                 | 1937     | 4-mot.            | Tiefdecker         | Verkehrs- und Transportflugzeug                                       | Kleinserie | Weiterentwicklung der Ju 89 zum Verkehrsflugzeug |
| 91      |                                |                                 |          |                   |                    |                                                                       |            | Junkers-Projekt zugeordnet, keine Evidenz |
| 92      | Junkers Ju 92                  |                                 |          | 4-mot.            | ?                  | Bomber, Transportflugzeug                                             |            | Von den USAAF gelistete Bezeichnung; keine Evidenz |
| 93      |                                |                                 |          |                   |                    |                                                                       |            | Junkers-Projekt zugeordnet, keine Evidenz |
| 94      |                                |                                 |          |                   |                    |                                                                       |            | Junkers-Projekt zugeordnet, keine Evidenz |
| 95      | Arado Ar 95                    |                                 | 1936     | 1-mot.            | Doppeldecker (See) | Borderkunder, Küstenaufklärer, See-Mehrzweckkampfflugzeug             | Serie      | Unterlegener Konkurrenzentwurf zur He 114, für den Export freigegeben                                                                                              |
| 96      | Arado Ar 96                    |                                 | 1937     | 1-mot.            | Tiefdecker         | Fortgeschrittenen-Schulflugzeug                                       | Serie      | |
| 97      | Fieseler Fi 97                 |                                 | 1934     | 1-mot.            | Tiefdecker         | Reise- und Sportflugzeug                                              | Kleinserie | Für die Teilnahme am Europarundflug 1934 entwickelt |
| 98      | Fieseler Fi 98                 |                                 | 1935     | 1-mot.            | Doppeldecker       | Sturzkampfbomber                                                      | Prototypen | Unterlegener Konkurrenzentwurf zur Hs 123 |
| 99      | Fieseler Fi 99                 | »Jungtiger«                     | 1937     | 1-mot.            | Tiefdecker         | Schul-, Reise- und Sportflugzeug                                      | Prototyp   | |
| 100     | Heinkel He 100                 |                                 | 1938     | 1-mot.            | Tiefdecker         | Jäger, Rekordflugzeug                                                 | Nullserie  | |
| 101     | Albatros Al 101                |                                 | 1930     | 1-mot.            | Hochdecker         | Schul- und Sportflugzeug                                              | Serie      | Ursprüngliche Bezeichnung L 101 |
| 102     | Albatros Al 102                |                                 | 1932     | 1-mot.            | Hochdecker         | Fortgeschrittenen-Schulflugzeug                                       | Kleinserie | Ursprüngliche Bezeichnung L 102, vergrößerte Ausführung der Al 101                                                                                                 |
| 103     | Albatros Al 103                |                                 | 1933     | 1-mot.            | Hochdecker         | Versuchsflugzeug                                                      | Prototyp   | Ursprüngliche Bezeichnung L 103, letzter Flugzeugentwurf der Albatros-Werke                                                                                        |
| 103     | Fieseler Fi 103                |                                 | 1942     | 1-str.            | Flugkörper         | Marschflugkörper                                                      | Serie      | Antrieb durch Argus-Pulsstrahlrohr, sogenannte „Vergeltungswaffe 1“ (V1); Nummer der Al 103 zur Tarnung zugeordnet                                                 |
| 104     | Siebel Fh 104                  | »Hallore«                       | 1937     | 2-mot.            | Tiefdecker         | Reiseflugzeug                                                         | Serie      | |
| 105     | Klemm Kl 105                   |                                 | 1938     | 1-mot.            | Tiefdecker         | Sport- und Schulflugzeug                                              | Prototypen | |
| 106     | Klemm Kl 106                   |                                 | 1939     | 1-mot.            | Tiefdecker         | Schulflugzeug                                                         | Nullserie  | Weiterentwicklung der Kl 35 |
| 107     | Klemm Kl 107                   |                                 | 1940     | 1-mot.            | Tiefdecker         | Reiseflugzeug                                                         | Serie      | |
| 108     | Messerschmitt Bf 108           | »Taifun«                        | 1934     | 1-mot.            | Tiefdecker         | Reise-, Sport- und Kurierflugzeug                                     | Serie      | Für die Teilnahme am Europarundflug 1934 entwickelt |
| 109     | Messerschmitt Bf 109           |                                 | 1935     | 1-mot.            | Tiefdecker         | Jäger, Jagdbomber, Nahaufklärer                                       | Serie      | Meistgebautes deutsches Flugzeug |
| 110     | Messerschmitt Bf 110           |                                 | 1936     | 2-mot.            | Tiefdecker         | Zerstörer, Jagdbomber, Nachtjäger                                     | Serie      | |
| 111     | Heinkel He 111                 |                                 | 1934     | 2-mot.            | Tiefdecker         | Mittlerer Bomber, Verkehrsflugzeug                                    | Serie      | |
| 112     | Heinkel He 112                 |                                 | 1935     | 1-mot.            | Tiefdecker         | Jäger                                                                 | Serie      | Unterlegener Konkurrenzentwurf zur Bf 109, für den Export freigegeben                                                                                              |
| 113     | Heinkel He 113                 |                                 |          | 1-mot.            | Tiefdecker         | Jäger                                                                 |            | Ursprüngliche Bezeichnung der He 118, 1940 als Propagandabezeichnung für die He 100 erneut verwendet                                                               |
| 114     | Heinkel He 114                 |                                 | 1936     | 1-mot.            | Doppeldecker (See) | Borderkunder, Küstenaufklärer                                         | Serie      | |
| 115     | Heinkel He 115                 |                                 | 1937     | 2-mot.            | Tiefdecker (See)   | See-Mehrzweckkampfflugzeug                                            | Serie      | |
| 116     | Heinkel He 116                 |                                 | 1936     | 4-mot.            | Tiefdecker         | Langstrecken-Postflugzeug, Fernaufklärer                              | Kleinserie | |
| 117     | Henschel Hs 117                | »Schmetterling«                 | ?        | 1-str.            | Flugkörper         | Flugabwehrrakete                                                      | Serie      | Funkferngesteuerte Boden-Luft-Flugabwehrrakete, ab 1941 entwickelt                                                                                                 |
| 118     | Heinkel He 118                 |                                 | 1936     | 1-mot.            | Mitteldecker       | Sturzkampfbomber                                                      | Nullserie  | Unterlegener Konkurrenzentwurf zur Ju 87 |
| 119     | Heinkel He 119                 |                                 | 1937     | 1-mot.            | Tiefdecker         | Versuchsflugzeug                                                      | Prototypen | Motor in Flugzeugmitte, Propellerantrieb über Fernwelle |
| 120     | Heinkel He 120                 |                                 | —        | 4-mot.            | Großflugboot       | Verkehrsflugboot                                                      | Projekt    | Für die DLH 1936–38 projektiert |
| 121     | Henschel Hs 121                |                                 | 1934     | 1-mot.            | Schulterdecker     | Übungsjagdflugzeug                                                    | Prototypen | Unterlegener Konkurrenzentwurf zur Fw 56 und Ar 76 |
| 122     | Henschel Hs 122                |                                 | 1934     | 1-mot.            | Hochdecker         | Nahaufklärer                                                          | Nullserie  | |
| 123     | Henschel Hs 123                | „Einszweidrei“, „Obergefreiter“ | 1935     | 1-mot.            | Doppeldecker       | Sturzkampfbomber, Schlachtflugzeug                                    | Serie      | |
| 124     | Henschel Hs 124                |                                 | 1936     | 1-mot.            | Mitteldecker       | Zerstörer, Mehrzweckkampfflugzeug                                     | Prototypen | Unterlegener Konkurrenzentwurf zur Bf 110 |
| 125     | Henschel Hs 125                |                                 | 1934     | 1-mot.            | Tiefdecker         | Übungsjagdflugzeug                                                    | Prototypen | Unterlegener Konkurrenzentwurf zur Fw 56 und Ar 76 |
| 126     | Henschel Hs 126                |                                 | 1936     | 1-mot.            | Hochdecker         | Nahaufklärer                                                          | Serie      | Weiterentwicklung der Hs 122 |
| 127     | Henschel Hs 127                |                                 | 1937     | 2-mot.            | Tiefdecker         | Schnellbomber                                                         | Prototypen | Unterlegener Konkurrenzentwurf zur Ju 88 |
| 128     | Henschel Hs 128                |                                 | 1939     | 2-mot.            | Tiefdecker         | Versuchsflugzeug                                                      | Prototypen | Höhenforschungsflugzeug mit Druckkabine |
| 129     | Henschel Hs 129                | „Fliegender Büchsenöffner“      | 1939     | 2-mot.            | Tiefdecker         | Schlachtflugzeug                                                      | Serie      | |
| 130     | Henschel Hs 130                |                                 | 1940     | 2-mot.            | Mitteldecker       | Höhenbomber und -aufklärer                                            | Nullserie  | |
| 131     | Bücker Bü 131                  | »Jungmann«                      | 1934     | 1-mot.            | Doppeldecker       | Schulflugzeug                                                         | Serie      | |
| 132     | Henschel Hs 132                |                                 | —        | 1-str.            | Mitteldecker       | Schlachtflugzeug                                                      | im Bau     | Prototypen bei Kriegsende in Fertigstellung, Erstflug für Juni 1945 geplant                                                                                        |
| 133     | Bücker Bü 133                  | »Jungmeister«                   | 1935     | 1-mot.            | Doppeldecker       | Übungs- und Sportflugzeug                                             | Serie      | Zum Kunstflug verwendet |
| 134     | Bücker Bü 134                  |                                 | 1936     | 1-mot.            | Hochdecker         | Sportflugzeug                                                         | Prototyp   | |
| 135     | HFB Ha 135                     |                                 | 1934     | 1-mot.            | Doppeldecker       | Schulflugzeug                                                         | Kleinserie | |
| 136     | Blohm & Voss Ha 136            |                                 | 1934     | 1-mot.            | Tiefdecker         | Übungsflugzeug                                                        | Prototypen | |
| 137     | Blohm & Voss Ha 137            |                                 | 1935     | 1-mot.            | Tiefdecker         | Sturzkampfbomber                                                      | Nullserie  | Unterlegener Konkurrenzentwurf zur Hs 123 |
| 138     | Blohm & Voss BV 138            | „Fliegender Holzschuh“          | 1937     | 3-mot.            | Flugboot           | Seefernaufklärer                                                      | Serie      | |
| 139     | Blohm & Voss Ha 139            |                                 | 1936     | 4-mot.            | Tiefdecker (See)   | Post- und Transportflugzeug                                           | Prototypen | |
| 140     | Blohm & Voss Ha 140            |                                 | 1937     | 2-mot.            | Mitteldecker (See) | See-Mehrzweckkampfflugzeug                                            | Prototypen | Unterlegener Konkurrenzentwurf zur He 115 |
| 141     | Blohm & Voss BV 141            |                                 | 1938     | 1-mot.            | Mitteldecker       | Nahaufklärer                                                          | Kleinserie | Unterlegener Konkurrenzentwurf zur Fw 189, Flugzeug asymmetrischer Bauart                                                                                          |
| 142     | Blohm & Voss BV 142            |                                 | 1938     | 4-mot.            | Tiefdecker         | Langstrecken-Postflugzeug, Fernaufklärer                              | Prototypen | |
| 143     | Blohm & Voss BV 143            |                                 | ?        | 1-str.            | Flugkörper         | Gleitbombe                                                            | Prototypen | Gleitbombe mit Kurzzeit-Raketenantrieb zum horizontalen Angriff auf Schiffe, sogenannter „Lufttorpedo“, Entwicklung 1943 eingestellt                               |
| 144     | Blohm & Voss BV 144            |                                 | 1944     | 2-mot.            | Schulterdecker     | Verkehrs- und Transportflugzeug                                       | Prototypen | |
| 145     | Gotha Go 145                   |                                 | 1934     | 1-mot.            | Doppeldecker       | Fortgeschrittenen-Schulflugzeug                                       | Serie      | |
| 146     | Gotha Go 146                   |                                 | 1936     | 1-mot.            | Tiefdecker         | Reiseflugzeug                                                         | Prototypen | Unterlegener Konkurrenzentwurf zur Fh 104 |
| 147     | Gotha Go 147                   |                                 | 1936     | 1-mot.            | Schulterdecker     | Versuchsflugzeug                                                      | Prototyp   | Schwanzloses Flugzeug, Jagdzweisitzer |
| 147     | Junkers Ju 147                 |                                 |          | 2-mot.            | ?                  | Höhenbomber                                                           |            | Von den USAAF gelistete Bezeichnung; keine Evidenz |
| 148     |                                |                                 |          |                   |                    |                                                                       |            | Gotha zugeordnet, nicht verwendet, da Quersumme von 148 die Unglückszahl 13 ergibt                                                                                 |
| 149     | Gotha Go 149                   |                                 | 1936     | 1-mot.            | Tiefdecker         | Übungsjagdflugzeug, leichtes Schlachtflugzeug                         | Prototypen | |
| 150     | Gotha Go 150                   |                                 | 1937     | 2-mot.            | Tiefdecker         | Sport- und Reiseflugzeug                                              | Serie      | |
| 151     | Klemm Kl 151                   |                                 | 1942     | 1-mot.            | Tiefdecker         | Reiseflugzeug                                                         | Prototyp   | Weiterentwicklung der Kl 107, viersitzig, einmotorig |
| 152     | Klemm Kl 152                   |                                 | —        | 2-mot.            | Tiefdecker         | Reiseflugzeug                                                         | Projekt    | Weiterentwicklung der Kl 107, viersitzig, zweimotorig |
| 152     | Focke-Wulf Ta 152              |                                 | 1944     | 1-mot.            | Tiefdecker         | Jäger                                                                 | Serie      | |
| 153     | Klemm Kl 153                   |                                 | —        | 2-mot.            | Schulterdecker     | STOL-Verbindungsflugzeug                                              | Projekt    | Konkurrenzentwurf zu Fi 256, 1940 projektiert |
| 153     | Focke-Wulf Ta 153              |                                 | —        | 1-mot.            | Tiefdecker         | Höhenjäger                                                            | Projekt    | 1944 projektiert, zur Ta 152 H weiterentwickelt |
| 154     | Focke-Wulf Ta 154              | »Moskito«                       | 1943     | 2-mot.            | Schulterdecker     | Zerstörer, Jagdbomber, Nachtjäger, Aufklärer                          | Serie      | Mehrzweckflugzeug in Holzbauweise nach dem Vorbild der De Havilland DH.98 Mosquito, Serienbau 1944 abgebrochen                                                     |
| 155     | Messerschmitt Me 155           |                                 | —        | 1-mot.            | Tiefdecker         | Trägergestützter Jäger, Höhenjäger                                    | Projekt    | Weiterbearbeitung des Trägerflugzeugs Me 115 A 1943 eingestellt, des Höhenjägers Me 155 B zunächst an SNCAN, dann an Blohm & Voss übergeben                        |
| 155     | Blohm & Voss BV 155            |                                 | 1945     | 1-mot.            | Tiefdecker         | Höhenjäger                                                            | Prototypen | Überarbeitete Weiterentwicklung des Entwurfs Me 155 B |
| 156     | Fieseler Fi 156                | »Storch«                        | 1936     | 1-mot.            | Hochdecker         | STOL-Verbindungs-, Beobachtungs- und Sanitätsflugzeug                 | Serie      | |
| 157     | Fieseler Fi 157                |                                 | 1939     | 1-mot.            | Mitteldecker       | Unbemannte Zieldrohne                                                 | Prototypen | Experimentelle programmgesteuerte Zieldrohne |
| 158     | Fieseler Fi 158                |                                 | 1938     | 1-mot.            | Tiefdecker         | Versuchsflugzeug                                                      | Prototyp   | |
| 159     | Focke-Wulf Fw 159              |                                 | 1935     | 1-mot.            | Hochdecker         | Jäger                                                                 | Prototypen | Unterlegener Konkurrenzentwurf zur Bf 109 |
| 160     | Junkers Ju 160                 |                                 | 1934     | 1-mot.            | Tiefdecker         | Verkehrsflugzeug                                                      | Serie      | |
| 161     | Messerschmitt Bf 161           |                                 | 1938     | 2-mot.            | Tiefdecker         | Fernaufklärer                                                         | Prototypen | Modifizierte Bf 110 |
| 162     | Messerschmitt Bf 162           | »Jaguar«                        | 1937     | 2-mot.            | Tiefdecker         | Schnellbomber                                                         | Prototypen | Unterlegener Konkurrenzentwurf zur Ju 88, modifizierte Bf 110; Name »Jaguar« 1940 aus Propagandagründen benutzt                                                    |
| 162     | Heinkel He 162                 | »Spatz«, »Salamander«           | 1944     | 1-str.            | Schulterdecker     | Jäger                                                                 | Serie      | Sogenannter „Volksjäger“ |
| 163     | Messerschmitt Bf 163           |                                 | 1938     | 1-mot.            | Hochdecker         | STOL-Verbindungsflugzeug                                              | Prototyp   | Unterlegener Konkurrenzentwurf zur Fi 156, Entwicklung 1936 an Weserflug übergeben                                                                                 |
| 163     | Messerschmitt Me 163           | »Komet«, „Kraftei“              | 1941     | 1-str.            | Mitteldecker       | Abfangjäger                                                           | Serie      | Erstes einsatzfähiges Flugzeug mit Raketentriebwerk |
| 164     | Messerschmitt Bf 164           |                                 | —        | ?                 | ?                  | Versuchsflugzeug                                                      | Projekt    | Wettbewerbs-Entwurf für ein Langstreckenflugzeug für einen vom RLM geplanten Weltflug, 1935–37 projektiert                                                         |
| 164     | Messerschmitt-Caudron MeC 164  |                                 | —        | 2-mot.            | Schulterdecker     | Verkehrs- und Transportflugzeug                                       | Projekt    | Konkurrenzentwurf zur Si 204, 1940–42 projektiert; Entwicklung nach der Besetzung Frankreichs an Caudron übertragen                                                |
| 165     | Messerschmitt Bf 165           |                                 | —        | 4-mot.            | ?                  | Schwerer Bomber                                                       | Projekt    | 1937 projektiert |
| 166     | Flugzeugbau Kiel Fk 166        |                                 | 1934     | 1-mot.            | Doppeldecker       | Übungsflugzeug                                                        | Prototyp   | Zum Befähigungsnachweis gebaut |
| 166     | Fieseler Fi 166                |                                 | —        | 1-/3-str.         | ?                  | Jäger                                                                 | Projekt    | Zwei 1941–42 projektierte Entwürfe |
| 167     | Fieseler Fi 167                |                                 | 1938     | 1-mot.            | Doppeldecker       | Trägergestützter Torpedobomber und Aufklärer                          | Nullserie  | |
| 168     | Fieseler Fi 168                |                                 | —        | 2-mot.            | Hochdecker         | Schlachtflugzeug                                                      | Projekt    | Konkurrenzentwurf zur Hs 129, 1938 projektiert |
| 169     |                                |                                 |          |                   |                    |                                                                       |            | Fieseler-Projekt zugeordnet, keine Evidenz |
| 170     | Heinkel He 170                 |                                 | 1937     | 1-mot.            | Tiefdecker         | Leichter Bomber, Fernaufklärer                                        | Kleinserie | Für den Export nach Ungarn gebaute Variante der He 70 mit Motor Gnome-Rhône 14K, werksintern als He 70 Ungarn bezeichnet                                           |
| 171     |                                |                                 |          |                   |                    |                                                                       |            | Heinkel-Projekt zugeordnet, keine Evidenz |
| 172     | Heinkel He 172                 | »Kadett«                        | 1934     | 1-mot.            | Doppeldecker       | Schul- und Übungsflugzeug                                             | Prototypen | |
| 173     |                                |                                 |          |                   |                    |                                                                       |            | Heinkel-Projekt zugeordnet, keine Evidenz |
| 174     |                                |                                 |          |                   |                    |                                                                       |            | Heinkel-Projekt zugeordnet, keine Evidenz |
| 175     | Bloch MB.175                   |                                 | 1939     | 2-mot.            | Tiefdecker         | Leichter Bomber, Aufklärer                                            | Serie      | Französisches Baumuster; bis 1941 für die Luftwaffe weitergebaut und als Schulflugzeug verwendet                                                                   |
| 176     | Heinkel He 176                 |                                 | 1939     | 1-str.            | Mitteldecker       | Versuchsflugzeug                                                      | Prototyp   | Erstes Flugzeug mit Raketentriebwerk |
| 177     | Heinkel He 177                 | »Greif«                         | 1939     | 2-/4-mot.         | Mitteldecker       | Schwerer Bomber                                                       | Serie      | Sogenannter „Bomber A“ mit Doppelmotoren DB 606 bzw. DB 610, ab 1943 auch Versuchsmuster der Variante He 177 B-5 mit vier Einzelmotoren BMW 801                    |
| 178     | Heinkel He 178                 |                                 | 1939     | 1-str.            | Schulterdecker     | Versuchsflugzeug                                                      | Prototyp   | Erstes Flugzeug mit Turbinen-Luftstrahltriebwerk |
| 179     | Heinkel He 179                 |                                 | —        | 4-mot.            | Mitteldecker       | Schwerer Bomber                                                       | Projekt    | Variante der He 177 mit vier Einzelmotoren BMW 801, 1939 projektiert, bei Kriegsbeginn durch das RLM Einstellung der Arbeiten verfügt                              |
| 180     | Bücker Bü 180                  | »Student«                       | 1937     | 1-mot.            | Tiefdecker         | Sport- und Schulflugzeug                                              | Kleinserie | |
| 181     | Bücker Bü 181                  | »Bestmann«                      | 1939     | 1-mot.            | Tiefdecker         | Schul- und Sportflugzeug                                              | Serie      | |
| 182     | Bücker Bü 182                  | »Kornett«                       | 1938     | 1-mot.            | Tiefdecker         | Übungsflugzeug                                                        | Kleinserie | |
| 183     | Focke-Wulf Ta 183              | »Huckebein«                     | —        | 1-str.            | Mitteldecker       | Jäger                                                                 | Projekt    | |
| 184     | Flettner Fl 184                |                                 | 1936     | 1-mot.            | Drehflügler        | Versuchstragschrauber                                                 | Prototyp   | |
| 185     | Flettner Fl 185                |                                 | 1937     | 1-mot.            | Drehflügler        | Versuchshubschrauber                                                  | Prototyp   | Weiterentwicklung der Fl 184 |
| 186     | Focke-Wulf Fw 186              |                                 | 1938     | 1-mot.            | Drehflügler        | STOL-Verbindungstragschrauber                                         | Prototypen | Unterlegener Konkurrenzentwurf zur Fi 156, Rumpf der Fw 56 mit aufgesetztem Rotor                                                                                  |
| 186     | Junkers Ju 186                 |                                 | —        | 4-mot.            | Tiefdecker         | Höhenbomber                                                           | Projekt    | Weiterentwicklung der Ju 86 P, viermotorig |
| 187     | Focke-Wulf Fw 187              | »Falke«                         | 1937     | 2-mot.            | Tiefdecker         | Zerstörer                                                             | Nullserie  | |
| 187     | Junkers Ju 187                 |                                 |          | 1-mot.            | Tiefdecker         | Sturzkampfbomber, Schlachtflugzeug                                    |            | Irrtümlich verwendete Bezeichnung für das projektierte Schlachtflugzeug Ju 287                                                                                     |
| 188     | Junkers Ju 188                 | »Rächer«                        | 1942     | 2-mot.            | Mitteldecker       | Mittlerer Bomber, Fernaufklärer                                       | Serie      | Sogenanntes „Arbeitsflugzeug“, Weiterentwicklung der Ju 88 |
| 189     | Focke-Wulf Fw 189              | »Uhu«, »Eule«                   | 1938     | 2-mot.            | Tiefdecker         | Nahaufklärer                                                          | Serie      | |
| 190     | Focke-Wulf Fw 190              | »Würger«                        | 1939     | 1-mot.            | Tiefdecker         | Jäger, Jagdbomber, Schlachtflugzeug                                   | Serie      | |
| 191     | Focke-Wulf Fw 191              |                                 | 1942     | 2-mot.            | Schulterdecker     | Mittlerer Bomber                                                      | Prototypen | Entwurf für den sog. „Bomber B“ |
| 192     | AGO Ao 192                     | »Kurier«                        | 1935     | 2-mot.            | Tiefdecker         | Reiseflugzeug                                                         | Nullserie  | Unterlegener Konkurrenzentwurf zur Fh 104 |
| 193     | DFS 193                        |                                 | —        | 1-mot.            | Hochdecker         | Versuchsflugzeug                                                      | Projekt    | Schwanzloses Flugzeug, Jagdzweisitzer; Attrappe bei Siebel gebaut                                                                                                  |
| 194     | DFS 194                        |                                 | 1940     | 1-str.            | Mitteldecker       | Versuchsflugzeug                                                      | Prototyp   | Schwanzloses Flugzeug mit Raketentriebwerk, direkter Vorläufer der Me 163                                                                                          |
| 195     | Arado Ar 195                   |                                 | 1937     | 1-mot.            | Doppeldecker       | Trägergestützter Torpedobomber und Aufklärer                          | Prototypen | Unterlegener Konkurrenzentwurf zur Fi 167 |
| 195     | Focke-Wulf Fw 195              |                                 | —        | 6-/8-mot.         | Tiefdecker         | Transportflugzeug                                                     | Projekt    | Entwurf eines strategischen Großraumtransporters, Bezeichnung werksintern nach der lfd. Nr. der Baubeschreibung                                                    |
| 196     | Arado Ar 196                   |                                 | 1937     | 1-mot.            | Tiefdecker (See)   | Borderkunder, Küstenaufklärer, See-Mehrzweckkampfflugzeug             | Serie      | |
| 197     | Arado Ar 197                   |                                 | 1937     | 1-mot.            | Doppeldecker       | Trägergestützter Jäger                                                | Nullserie  | |
| 198     | Arado Ar 198                   |                                 | 1938     | 1-mot.            | Schulterdecker     | Nahaufklärer                                                          | Prototypen | Unterlegener Konkurrenzentwurf zur Fw 189 |
| 198     | Focke-Wulf Fw 198              |                                 |          | 1-mot.            | Tiefdecker         | Jäger                                                                 |            | Erfindung der britischen Presse von 1940/42, als Beleg wurden Bilder der De Schelde S-21 präsentiert; mehrfach irrtümlicherweise referenziert                      |
| 199     | Arado Ar 199                   |                                 | 1939     | 1-mot.            | Tiefdecker (See)   | See-Schulflugzeug                                                     | Nullserie  | |
| 199     | Fieseler-Skoda FiSk 199        |                                 | 1942/3   | 1-mot.            | Tiefdecker         | Jagdbomber                                                            | Prototypen | Variante der Bf 109 G mit hochbeinigem abwerfbaren Heckrad, um das Unterhängen einer SC-500-Bombe zu ermöglichen                                                   |
| 200     | Focke-Wulf Fw 200              | »Condor«                        | 1937     | 4-mot.            | Tiefdecker         | Verkehrsflugzeug, Seefernaufklärer                                    | Serie      | |
| 200     | Dornier Do 200                 |                                 |          | 2-/4-mot.         | verschieden        | Bomber                                                                |            | Tarnbezeichnung für erbeutete und beim Kampfgeschwader 200 verwendete alliierte Bomber                                                                             |
| 201     | Siebel Si 201                  |                                 | 1937     | 1-mot.            | Hochdecker         | STOL-Verbindungsflugzeug                                              | Prototypen | Unterlegener Konkurrenzentwurf zur Fi 156, mit Druckpropeller |
| 202     | Siebel Si 202                  | »Hummel«                        | 1938     | 1-mot.            | Tiefdecker         | Sport- und Schulflugzeug                                              | Serie      | |
| 203     | DFS 203                        |                                 | —        | unmot.            | Schulterdecker     | Lastensegler                                                          | Projekt    | Zwillingsrumpf-DFS 230, während deren Entwicklung erwogen; Nummer ursprünglich Siebel-Projekt zugeordnet, keine Evidenz                                            |
| 204     | Siebel Si 204                  |                                 | 1940     | 2-mot.            | Tiefdecker         | Verkehrs- und Transportflugzeug, Besatzungs-Schulflugzeug             | Serie      | Ursprünglich für die DLH entworfen |
| 205     |                                |                                 |          |                   |                    |                                                                       |            | Nicht verwendet |
| 206     | Focke-Wulf Fw 206              |                                 | —        | 2-mot.            | Tiefdecker         | Verkehrsflugzeug                                                      | Projekt    | Für die DLH als Nachfolgeflugzeug der Ju 52/3m 1938–42 projektiert                                                                                                 |
| 207     |                                |                                 |          |                   |                    |                                                                       |            | Nicht verwendet |
| 208     | Messerschmitt Me 208           |                                 | 1943     | 1-mot.            | Tiefdecker         | Reise-, Sport- und Kurierflugzeug                                     | Prototypen | Weiterentwicklung der Bf 108 mit Bugrad, Entwicklung 1941 an SNCAN übergeben; Serienbau als Nord 1100 nach dem Krieg in Frankreich                                 |
| 209     | Messerschmitt Me 209           |                                 | 1938     | 1-mot.            | Tiefdecker         | Rekordflugzeug                                                        | Prototypen | Absoluter Geschwindigkeitsweltrekord 755 km/h am 26. April 1939, aus Propagandagründen auch als Me 109 R bezeichnet                                                |
| 209     | Messerschmitt Me 209           |                                 | 1943     | 1-mot.            | Tiefdecker         | Jäger                                                                 | Prototypen | Weiterentwicklung der Bf 109 G, geplanter Serienbau gestoppt |
| 210     | Messerschmitt Me 210           |                                 | 1939     | 1-mot.            | Tiefdecker         | Zerstörer, Jagdbomber, Aufklärer                                      | Serie      | |
| 211     | Focke-Wulf Ta 211              |                                 |          | 2-mot.            | Schulterdecker     | Zerstörer, Jagdbomber, Nachtjäger, Aufklärer                          |            | Ursprüngliche werksinterne Bezeichnung der Ta 154 |
| 211     | Hütter Hü 211                  |                                 | —        | 2-mot.            | Schulterdecker     | Höhennachtjäger und -aufklärer                                        | im Bau     | Prototypen vor Erstflug bei Luftangriff zerstört, Weiterentwicklung der He 219 mit Tragflächen größerer Spannweite aus Holz                                        |
| 212     | Zlín Z-212                     |                                 | ?        | 1-mot.            | Tiefdecker         | Sportflugzeug                                                         | Serie      | Tschechisches Baumuster, von der Luftwaffe übernommen |
| 212     | Dornier Do 212                 |                                 | 1942     | 1-mot.            | Amphibium          | Versuchsflugboot                                                      | Prototyp   | Mit am Heck angeordneten schwenkbarem Druckpropeller |
| 213     |                                |                                 |          |                   |                    |                                                                       |            | Nicht verwendet |
| 214     | Dornier Do 214                 |                                 | —        | 8-mot.            | Großflugboot       | Verkehrsflugboot                                                      | Projekt    | Für die DLH 1938–42 projektiert |
| 215     | Dornier Do 215                 |                                 | 1938     | 2-mot.            | Schulterdecker     | Mittlerer Bomber, Fernaufklärer                                       | Serie      | Variante der Do 17 mit Motor DB 601 für den Export |
| 216     | Dornier Do 216                 |                                 | —        | 4-/6-mot.         | Großflugboot       | Transportflugboot                                                     | Projekt    | Kleinere Militärvariante der Do 214 |
| 217     | Dornier Do 217                 |                                 | 1938     | 2-mot.            | Schulterdecker     | Mittlerer Bomber, Nachtjäger                                          | Serie      | |
| 218     |                                |                                 |          |                   |                    |                                                                       |            | Dornier-Projekt zugeordnet, keine Evidenz |
| 219     | Heinkel He 219                 | »Uhu«                           | 1942     | 2-mot.            | Schulterdecker     | Nachtjäger                                                            | Serie      | |
| 220     | Heinkel He 220                 |                                 | —        | 4-mot.            | Großflugboot       | Verkehrsflugboot                                                      | Projekt    | Konkurrenzentwurf zur BV 222 für die DLH |
| 221     |                                |                                 |          |                   |                    |                                                                       |            | Dornier-Projekt zugeordnet, keine Evidenz |
| 222     | Blohm & Voss BV 222            | »Wiking«                        | 1940     | 6-mot.            | Großflugboot       | Transportflugboot                                                     | Nullserie  | Für die DLH als Verkehrsflugboot entworfen, nur militärisch genutzt                                                                                                |
| 223     | Focke-Achgelis Fa 223          | »Drache«                        | 1940     | 1-mot.            | Drehflügler        | Mehrzweckhubschrauber                                                 | Nullserie  | Zwei seitliche Rotoren |
| 224     | Focke-Achgelis Fa 224          | »Libelle«                       | —        | 1-mot.            | Drehflügler        | Schul- und Sporthubschrauber                                          | Projekt    | Weiterentwicklung der Fw/Fa 61, Bau nach Kriegsbeginn 1940 eingestellt                                                                                             |
| 225     | AGO Ao 225                     |                                 | —        | 2-mot.            | Tiefdecker         | Zerstörer                                                             | Projekt    | Entwurf mit einem Doppelmotor DB 606 in Flugzeugmitte und zwei seitlichen über Fernwellen angetriebenen Zugpropellern                                              |
| 225     | Focke-Achgelis Fa 225          |                                 | 1941     | unmot.            | Drehflügler        | Lastentragschrauber                                                   | Prototyp   | Schlepp-Tragschrauber, Rumpf der DFS 230 mit aufgesetztem Rotor |
| 226     | Blohm & Voss BV 226            |                                 |          | unmot.            | Flugkörper         | Gleitbombe                                                            |            | Ursprüngliche Bezeichnung der BV 246 |
| 226     | Horten Ho 226                  |                                 | 1943     | 2-mot.            | Nurflügler         | Fortgeschrittenen-Schulflugzeug                                       | Prototypen | Horten H VII, zur Schulung der Piloten der geplanten Jäger Ho 229; in der englischsprachigen Literatur findet sich auch die Bezeichnung Ho 227                     |
| 227     | FFG Prag FG 227                |                                 | 1944     | 6-mot.            | Amphibium          | Versuchsflugboot                                                      | Prototyp   | 1:4-Modell der BV 238 mit Fahrwerk, zu Studienzwecken gebaut |
| 228     | DFS 228                        | »Narwal«                        | 1944     | 1-str.            | Mitteldecker       | Versuchsflugzeug                                                      | Prototypen | Experimenteller Höhenfernaufklärer mit Raketentriebwerk |
| 229     | Horten Ho 229                  |                                 | 1944     | 2-str.            | Nurflügler         | Jäger                                                                 | Prototypen | Horten H IX, nach der für den Serienbau vorgesehenen Firma auch als Gotha Go 229 bekannt                                                                           |
| 230     | DFS 230                        |                                 | 1937     | unmot.            | Schulterdecker     | Lastensegler                                                          | Serie      | |
| 230     | Morane-Saulnier MS.230         |                                 | 1929     | 1-mot.            | Hochdecker         | Schulflugzeug                                                         | Serie      | Französisches Baumuster, Standard-Schulflugzeug der Armée de l'Air; bis 1941 für die Luftwaffe weitergebaut                                                        |
| 231     | Arado Ar 231                   |                                 | 1941     | 1-mot.            | Hochdecker (See)   | Borderkunder für U-Boote                                              | Prototypen | Zusammenlegbares Kleinflugzeug |
| 232     | Arado Ar 232                   | „Tausendfüssler“, „Tatzelwurm“  | 1942     | 2-/4-mot.         | Schulterdecker     | Transportflugzeug                                                     | Nullserie  | |
| 233     | Arado Ar 233                   |                                 |          | 2-mot.            | Amphibium          | Reise- und Kurierflugboot                                             |            | Ursprüngliche Bezeichnung der Ar 430, nach Bauauftrag umbenannt |
| 234     | Arado Ar 234                   | »Blitz«                         | 1943     | 2-/4-str.         | Schulterdecker     | Schnellbomber, Fernaufklärer                                          | Serie      | Erster einsatzfähiger Bomber mit Turbinen-Luftstrahltriebwerk |
| 235     | Dornier Do 235                 |                                 |          | 4-mot.            | ?                  | Bomber                                                                |            | Von den USAAF gelistete Bezeichnung; keine Evidenz |
| 236     |                                |                                 |          |                   |                    |                                                                       |            | Focke-Achgelis-Projekt zugeordnet, keine Evidenz |
| 237     | Blohm & Voss BV 237            |                                 | —        | 1-mot.            | Tiefdecker         | Sturzkampfbomber, Schlachtflugzeug                                    | Projekt    | Nachfolgemuster der Ju 87 in asymmetrischer Bauart, 1942–43 projektiert                                                                                            |
| 238     | Focke-Wulf Fw 238              |                                 | —        | 4-/6-mot.         | Tiefdecker         | Fernbomber                                                            | Projekt    | Entwurf für den sog. „Amerikabomber“ von 1941, Bezeichnung werksintern nach der lfd. Nr. der Baubeschreibung                                                       |
| 238     | Blohm & Voss BV 238            |                                 | 1944     | 6-mot.            | Großflugboot       | Transportflugboot                                                     | Prototyp   | Schwerstes Flugzeug des Zweiten Weltkriegs |
| 239     | Arado Ar 239                   |                                 |          | ?                 | ?                  | Höhenbomber                                                           |            | Von den USAAF gelistete Bezeichnung; keine Evidenz |
| 240     | Arado Ar 240                   |                                 | 1940     | 2-mot.            | Tiefdecker         | Zerstörer, Mehrzweckkampfflugzeug                                     | Nullserie  | |
| 241     | Gotha Go 241                   |                                 | 1940     | 2-mot.            | Tiefdecker         | Reiseflugzeug                                                         | Prototyp   | |
| 242     | Gotha Go 242                   |                                 | 1941     | unmot.            | Schulterdecker     | Lastensegler                                                          | Serie      | |
| 243     |                                |                                 |          |                   |                    |                                                                       |            | Messerschmitt-Projekt zugeordnet, keine Evidenz |
| 244     | Gotha Go 244                   |                                 | 1942     | 2-mot.            | Schulterdecker     | Transportflugzeug                                                     | Serie      | Motorisierte Go 242 |
| 245     |                                |                                 |          |                   |                    |                                                                       |            | Gotha-Projekt zugeordnet, keine Evidenz |
| 246     | Blohm & Voss BV 246            | »Hagelkorn«                     | ?        | unmot.            | Flugkörper         | Gleitbombe                                                            | Serie      | Fernlenkbare Gleitbombe zum Angriff auf Punktziele |
| 247     |                                |                                 |          |                   |                    |                                                                       |            | Nicht verwendet |
| 248     | Junkers Ju 248                 |                                 |          | 1-str.            | Mitteldecker       | Abfangjäger                                                           |            | Zeitweise Benennung der Me 263 nach Übergabe der Entwurfsbearbeitung an Junkers 1944                                                                               |
| 249     | Focke-Wulf Fw 249              |                                 | —        | 6-/8-mot.         | Tiefdecker         | Transportflugzeug                                                     | Projekt    | Focke-Wulf-Projekt von 1941, RLM-Nummer Fw 249 irrtümlich in der Literatur angenommen                                                                              |
| 250     | Blohm & Voss BV 250            |                                 | —        | 6-mot.            | Schulterdecker     | Transportflugzeug                                                     | Projekt    | Landausführung der BV 238 |
| 250     | Horten Ho 250                  |                                 | 1935     | un-/1-mot.        | Nurflügler         | Versuchsgleiter                                                       | Kleinserie | Horten H III, Zuweisung der RLM-Nr. fraglich |
| 251     | Horten Ho 251                  |                                 | 1941     | unmot.            | Nurflügler         | Versuchsgleiter                                                       | Prototypen | Horten H IV, Zuweisung der RLM-Nr. fraglich |
| 252     | Horten Ho 252                  |                                 | 1937     | 2-mot.            | Nurflügler         | Versuchsflugzeug                                                      | Prototypen | Horten H V, Zuweisung der RLM-Nr. fraglich |
| 252     | Junkers Ju 252                 |                                 | 1942     | 3-mot.            | Tiefdecker         | Transportflugzeug                                                     | Kleinserie | |
| 253     | Fieseler Fi 253                | »Spatz«                         | 1937     | 1-mot.            | Hochdecker         | Sport- und Schulflugzeug                                              | Prototypen | |
| 253     | Horten Ho 253                  |                                 | 1943/4   | unmot.            | Nurflügler         | Versuchsgleiter                                                       | Prototypen | Herstellerbezeichnung H VI, Zuweisung der RLM-Nr. fraglich |
| 254     | Horten Ho 254                  |                                 |          | 2-str.            | Nurflügler         | Jäger                                                                 |            | Ursprüngliche Bezeichnung der Horten H VII, in Ho 226 umbenannt |
| 254     | Focke-Wulf Ta 254              |                                 | —        | 2-mot.            | Schulterdecker     | Nachtjäger                                                            | Projekt    | Variante der Ta 154 C |
| 255     |                                |                                 |          |                   |                    |                                                                       |            | Nicht verwendet |
| 256     | Fieseler Fi 256                |                                 | 1941     | 1-mot.            | Hochdecker         | STOL-Verbindungsflugzeug                                              | Nullserie  | Vergrößerte Weiterentwicklung der Fi 156 |
| 257     | Skoda-Kauba Sk 257             |                                 | 1943     | 1-mot.            | Tiefdecker         | Übungsjagdflugzeug                                                    | Prototypen | |
| 258     |                                |                                 |          |                   |                    |                                                                       |            | Nicht verwendet |
| 259     | Focke-Wulf Fw 259              |                                 | —        | 1-mot.            | Hochdecker         | Jäger                                                                 | Projekt    | Weiterentwicklung der Fw 159 mit Motor DB 601 |
| 260     |                                |                                 |          |                   |                    |                                                                       |            | Nicht verwendet |
| 261     | Messerschmitt Me 261           | „Adolfine“                      | 1940     | 2-mot.            | Mitteldecker       | Langstrecken-Kurierflugzeug, Fernaufklärer                            | Prototypen | Ursprünglich für Rekordflug Berlin–Tokio entworfen |
| 261     | Focke-Wulf Fw 261              |                                 | —        | 4-mot.            | Schulterdecker     | Seefernaufklärer                                                      | Projekt    | Entwurf eines Nachfolgeflugzeugs der Fw 200 mit Doppelleitwerksträger, Bezeichnung werksintern nach der lfd. Nr. der Baubeschreibung                               |
| 262     | Messerschmitt Me 262           | »Schwalbe«, »Sturmvogel«        | 1942     | 2-str.            | Tiefdecker         | Jäger, Jagdbomber                                                     | Serie      | Erstes einsatzfähiges Jagdflugzeug mit Turbinen-Luftstrahltriebwerk                                                                                                |
| 263     | Messerschmitt Me 263           |                                 | 1945     | 1-str.            | Mitteldecker       | Abfangjäger                                                           | Prototypen | Weiterentwicklung der Me 163 B, nach Übergabe der Bearbeitung an Junkers 1944 zeitweise in Ju 248 umbenannt                                                        |
| 264     | Messerschmitt Me 264           |                                 | 1942     | 4-mot.            | Mitteldecker       | Fernbomber                                                            | Prototypen | Entwurf für den sog. „Amerikabomber“ |
| 265     | Messerschmitt Me 265           |                                 | —        | 2-mot.            | Schulterdecker     | Zerstörer, Mehrzweckkampfflugzeug                                     | Projekt    | Schwanzloses Flugzeug mit Druckpropellern nach Entwurf Lippisch Li P 10, 1942–43 projektierte Alternative zur Me 210                                               |
| 266     | Focke-Achgelis Fa 266          | »Hornisse«                      | —        | 1-mot.            | Drehflügler        | Verkehrshubschrauber                                                  | Projekt    | Zivilausführung der Fa 223 |
| 267     | Focke-Achgelis Fa 267          |                                 | —        | 1-mot.            | Drehflügler        | Sanitätshubschrauber                                                  | Projekt    | Sanitätsausführung der Fa 223 |
| 267     | Horten Ho 267                  |                                 |          | 2-str.            | Nurflügler         | ?                                                                     |            | Von den USAAF gelistete Bezeichnung; keine Evidenz, möglicherweise Verwechslung mit der Ho 229                                                                     |
| 267     |                                |                                 |          |                   |                    |                                                                       |            | Gotha-Projekt zugeordnet, keine Evidenz |
| 268     | Junkers Ju 268                 |                                 | —        | 2-str.            | Mitteldecker       | Unbemannte Bombendrohne                                               | Projekt    | Unterteil eines Mistelgespanns, 1943 projektiert |
| 269     | Focke-Achgelis Fa 269          |                                 | —        | 1-/2-mot.         | Drehflügler        | Versuchswandelflugzeug                                                | Projekt    | Wandelflugzeug mit zwei seitlichen nach unten schwenkbaren Rotoren, Varianten mit ein oder zwei Motoren 1943 projektiert; Konzept ähnlich Bell-Boeing V-22 Osprey  |
| 270     | Heinkel He 270                 |                                 | 1938     | 1-mot.            | Tiefdecker         | Leichter Bomber, Fernaufklärer                                        | Prototyp   | Weiterentwicklung der He 70 mit Motor DB 601 |
| 271     | Weserflug We 271               |                                 | 1939     | 2-mot.            | Amphibium          | Reise- und Kurierflugboot                                             | Prototyp   | |
| 272     |                                |                                 |          |                   |                    |                                                                       |            | Focke-Wulf-Projekt zugeordnet, keine Evidenz |
| 273     |                                |                                 |          |                   |                    |                                                                       |            | Heinkel zugeordnet, nicht verwendet |
| 274     | Heinkel He 274                 |                                 | 1945     | 4-mot.            | Mitteldecker       | Höhenbomber und -aufklärer                                            | Prototypen | Weiterentwicklung der He 177, an Farman übertragen; Erstflug nach Kriegsende in Frankreich                                                                         |
| 275     |                                |                                 |          |                   |                    |                                                                       |            | Heinkel-Projekt (4-mot. Bomber) zugeordnet, keine Evidenz |
| 276     |                                |                                 |          |                   |                    |                                                                       |            | Heinkel zugeordnet, nicht verwendet |
| 277     | Heinkel He 277                 |                                 | —        | 4-mot.            | Mitteldecker       | Fernbomber                                                            | Projekt    | Entwurf für den sog. „Amerikabomber“, 1942–44 projektierte Weiterentwicklung der He 177; Bezeichnung zeitweise auch für die He 177 B mit 4 Einzelmotoren verwendet |
| 278     | Heinkel He 278                 |                                 |          | 4-mot.            | ?                  | Bomber                                                                |            | Von den USAAF gelistete Bezeichnung; keine Evidenz, möglicherweise Heinkel-Projekt                                                                                 |
| 279     |                                |                                 |          |                   |                    |                                                                       |            | Heinkel zugeordnet, nicht verwendet |
| 280     | Heinkel He 280                 |                                 | 1940     | 2-str.            | Mitteldecker       | Jäger                                                                 | Prototypen | Konkurrenzentwurf zur Me 262, Entwicklung 1943 durch das RLM gestoppt                                                                                              |
| 281     | Focke-Wulf Ta 281              |                                 | —        | 1-mot.            | Mitteldecker       | Jäger                                                                 | Projekt    | Angebliche Bezeichnung des Focke-Wulf-Jägerprojekts VIII mit Turboprop-getriebenem Druckpropeller und Doppelleitwerk                                               |
| 282     | Flettner Fl 282                | »Kolibri«                       | 1942     | 1-mot.            | Drehflügler        | Borderkunder                                                          | Kleinserie | Flettner-Doppelrotor, Motor Bramo 314 |
| 283     | Focke-Wulf Ta 283              |                                 | —        | 2-str.            | Tiefdecker         | Jäger                                                                 | Projekt    | Focke-Wulf „Strahlrohrjäger“ mit zwei Staustrahltriebwerken, RLM-Bezeichnung vermutlich fiktiv                                                                     |
| 283     | Focke-Achgelis Fa 283          |                                 | —        | 1-mot.            | Drehflügler        | Versuchshubschrauber                                                  | Projekt    | Drehmomentausgleich durch einen am Rumpfende austretenden Kühlluft- und Abgasstrahl, sog. „Blasheck“                                                               |
| 284     | Focke-Achgelis Fa 284          |                                 | —        | 2-mot.            | Drehflügler        | Transporthubschrauber                                                 | Projekt    | „Fliegender Kran“ mit zwei seitlichen Rotoren, 1943 projektiert |
| 285     | Flettner Fl 285                |                                 | —        | 1-mot.            | Drehflügler        | Borderkunder                                                          | Projekt    | Fl 282 mit Motor As 10 |
| 286     | Junkers Ju 286                 |                                 | —        | 6-mot.            | Tiefdecker         | Höhenbomber                                                           | Projekt    | Weiterentwicklung der Ju 86 P, sechsmotorig |
| 287     | Junkers Ju 287                 |                                 | —        | 1-mot.            | Tiefdecker         | Sturzkampfbomber, Schlachtflugzeug                                    | Projekt    | Nachfolgeflugzeug der Ju 87 mit um 180° schwenkbarem Leitwerk, 1942–43 projektiert; RLM-Nr. nach Projektende erneut verwendet                                      |
| 287     | Junkers Ju 287                 |                                 | 1944     | 4-/6-str.         | Mitteldecker       | Schwerer Bomber                                                       | Prototypen | Mit negativ gepfeilten Tragflächen |
| 288     | Junkers Ju 288                 |                                 | 1940     | 2-mot.            | Schulterdecker     | Mittlerer Bomber                                                      | Prototypen | Entwurf für den sog. „Bomber B“ |
| 289     |                                |                                 |          |                   |                    |                                                                       |            | Junkers-Projekt zugeordnet, keine Evidenz |
| 290     | Junkers Ju 290                 | »Seeadler«                      | 1942     | 4-mot.            | Tiefdecker         | Transportflugzeug, Seefernaufklärer                                   | Serie      | |
| 291     |                                |                                 |          |                   |                    |                                                                       |            | Henschel-Projekt zugeordnet, keine Evidenz |
| 292     | Argus As 292                   | »Fernfeuer«                     | 1937     | 1-mot.            | Tiefdecker         | Unbemannte Aufklärungs- und Luftzieldrohne                            | Serie      | Nummer ursprünglich Henschel-Projekt zugeordnet, keine Evidenz |
| 293     | Henschel Hs 293                |                                 | ?        | 1-str.            | Flugkörper         | Gleitbombe                                                            | Serie      | Funkferngesteuerte Gleitbombe mit Kurzzeit-Raketenantrieb zum Angriff auf Schiffe                                                                                  |
| 294     | Henschel Hs 294                |                                 | 1941     | 2-str.            | Flugkörper         | Gleitbombe                                                            | Serie      | Weiterentwicklung der Hs 293; Waffe taucht vor dem Ziel ins Wasser und Gefechtskopf schlägt unter der Wasserlinie ein                                              |
| 295     | Henschel Hs 295                |                                 | 1944     | 2-str.            | Flugkörper         | Gleitbombe                                                            | Prototypen | Vergrößerte Hs 293 |
| 296     | Henschel Hs 296                |                                 | ?        | 1-str.            | Flugkörper         | Gleitbombe                                                            | Prototypen | Verbesserte Abwandlung der Hs 293 H mit Fernseh-Fernsteuerung zum Einsatz gegen Bomberverbände                                                                     |
| 296     | Arado Ar 296                   |                                 | —        | 1-mot.            | Tiefdecker         | Fortgeschrittenen-Schulflugzeug                                       | Projekt    | Variante der Ar 96 in Gemischtbauweise, vom RLM abgelehnt |
| 297     | Henschel Hs 297                | »Föhn«                          | ?        | 1-str.            | Flugkörper         | Flugabwehrrakete                                                      | Serie      | Ungelenkte Kleinst-Flugabwehrrakete, im Schwarm aus Werferrahmen abgefeuert („Bierkasten-Flak“)                                                                    |
| 298     | Henschel Hs 298                |                                 | —        | 1-str.            | Flugkörper         | Luft-Luft-Rakete                                                      | Projekt    | Funkferngesteuerter Lenkflugkörper, Projekt Anfang 1945 aufgegeben                                                                                                 |
| 299     |                                |                                 |          |                   |                    |                                                                       |            | Junkers-Projekt zugeordnet, keine Evidenz |
| 300     | Focke-Wulf Fw 300              |                                 | —        | 4-mot.            | Tiefdecker         | Verkehrsflugzeug                                                      | Projekt    | Vergrößertes Nachfolgeflugzeug der Fw 200, ab 1939 projektiert; Bearbeitung nach der Besetzung Frankreichs an SNCASO übergeben                                     |
| 301–307 |                                |                                 |          |                   |                    |                                                                       |            | Nicht verwendet |
| 308     | Messerschmitt Me 308           |                                 |          | 2-mot.            | Schulterdecker     | Verkehrs- und Transportflugzeug                                       |            | Ursprüngliche werksinterne Bezeichnung der MeC 164 |
| 309     | Messerschmitt Me 309           |                                 | 1942     | 1-mot.            | Mitteldecker       | Jäger                                                                 | Prototypen | Nachfolgemuster der Bf 109, Entwicklung 1943 gestoppt |
| 310     | Messerschmitt Me 310           |                                 | —        | 2-mot.            | Tiefdecker         | Zerstörer, Jagdbomber, Aufklärer                                      | Projekt    | Weiterentwicklung der Me 210 mit größerer Länge und Spannweite sowie Druckkabine, 1941–42 projektiert                                                              |
| 311–312 |                                |                                 |          |                   |                    |                                                                       |            | Nicht verwendet |
| 313     | Caproni Ca.313                 |                                 | 1939     | 2-mot.            | Tiefdecker         | Mehrzweckflugzeug                                                     | Serie      | Italienisches Baumuster, bis 1944 für die Luftwaffe gebaut und als Besatzungs-Schulflugzeug verwendet                                                              |
| 314     |                                |                                 |          |                   |                    |                                                                       |            | Nicht verwendet |
| 315     |                                |                                 |          |                   |                    |                                                                       |            | Henschel-Projekt (Flugkörper) zugeordnet, keine Evidenz |
| 316     |                                |                                 |          |                   |                    |                                                                       |            | Nicht verwendet |
| 317     | Dornier Do 317                 |                                 | 1942     | 2-mot.            | Schulterdecker     | Mittlerer Bomber                                                      | Prototyp   | Entwurf für den sog. „Bomber B“ |
| 318     | Dornier Do 318                 |                                 | —        | 3-mot.            | Flugboot           | Seefernaufklärer, Seenotrettung                                       | Projekt    | Weiterentwicklung der Do 18, 1943 projektiert |
| 319     | Heinkel He 319                 |                                 | —        | 2-mot.            | Schulterdecker     | Schnellbomber                                                         | Projekt    | Variante/Weiterentwicklung der He 219 |
| 320     |                                |                                 |          |                   |                    |                                                                       |            | Messerschmitt-Projekt zugeordnet, keine Evidenz |
| 321     | Messerschmitt Me 321           | »Gigant«                        | 1941     | unmot.            | Schulterdecker     | Großlastensegler                                                      | Serie      | Größtes je gebautes Gleitflugzeug |
| 322     | Junkers Ju 322                 | »Mammut«                        | 1941     | unmot.            | Mitteldecker       | Großlastensegler                                                      | Prototypen | Unterlegener Konkurrenzentwurf zur Me 321 |
| 323     | Messerschmitt Me 323           | »Gigant«                        | 1941     | 6-mot.            | Schulterdecker     | Transportflugzeug                                                     | Serie      | Motorisierte Me 321, Prototypen zum Teil nur mit 4 Motoren |
| 323     | Zeppelin-Messerschmitt ZMe 323 |                                 | —        | 6-mot.            | Schulterdecker     | Transportflugzeug                                                     | Projekt    | Weiterentwicklungen der Me 323 mit Motoren Gnome et Rhône 14R bzw. BMW 801                                                                                         |
| 324     |                                |                                 |          |                   |                    |                                                                       |            | Nicht verwendet |
| 325     | Focke-Achgelis Fa 325          | »Krabbe«                        | —        | 2-mot.            | Drehflügler        | Transporthubschrauber                                                 | Projekt    | 1943 für die Kriegsmarine projektierter Hubschrauber mit vier Rotoren aus zwei hintereinandergebauten Rümpfen der Fa 223                                           |
| 326     |                                |                                 |          |                   |                    |                                                                       |            | Nicht verwendet |
| 327     | Messerschmitt Me 327           |                                 | —        | 1-str.            | Mitteldecker       | Abfangjäger                                                           | Projekt    | Alternativentwürfe zur Me 163 von 1941–42 mit Turbinen-Luftstrahltriebwerk nach Lippisch-Konzeptstudien des Projekts PO1                                           |
| 328     | Messerschmitt Me 328           |                                 | 1942     | 2-str.            | Mitteldecker       | Mehrzweckkampfflugzeug                                                | Prototypen | Antrieb durch zwei Argus-Pulsstrahlrohre, Einsatz als „Totaleinsatzwaffe“ zum euphemistisch „Selbstopfer“ genannten Selbstmordangriff erwogen                      |
| 329     | Messerschmitt Me 329           |                                 | —        | 2-mot.            | Schulterdecker     | Zerstörer, Mehrzweckkampfflugzeug                                     | Projekt    | Schwanzloses Flugzeug mit Druckpropellern nach Entwurf Wurster, 1942–43 projektierte Alternative zur Me 210                                                        |
| 330     | Focke-Achgelis Fa 330          | »Bachstelze«                    | 1942     | unmot.            | Drehflügler        | Borderkunder für U-Boote                                              | Serie      | Faltbarer Schlepp-Kleinsttragschrauber |
| 331     | DFS 331                        |                                 | 1940     | unmot.            | Schulterdecker     | Lastensegler                                                          | Prototypen | |
| 332     | DFS 332                        |                                 | —        | unmot.            | Schulterdecker     | Versuchsgleiter                                                       | Projekt    | Entwurf eines Zwillingsrumpf-Flugzeugs zur Untersuchung kompletter Flügel-Profilteile zwischen den Rümpfen                                                         |
| 333     | Fieseler Fi 333                |                                 | —        | 2-mot.            | Tiefdecker         | Transportflugzeug                                                     | Projekt    | Abgeflachter Rumpf zum Unterhängen auswechselbarer Transportbehälter                                                                                               |
| 334     | Messerschmitt Me 334           |                                 | —        | 1-mot.            | Mitteldecker       | Abfangjäger                                                           | Projekt    | Inoffizielle Bezeichnung eines Lippisch-Alternativentwurfs zur Me 163 B mit Kolbenmotor DB 605 und Druckpropeller von 1942–43                                      |
| 335     | Dornier Do 335                 | »Pfeil«, „Ameisenbär“           | 1943     | 2-mot.            | Tiefdecker         | Mehrzweckkampfflugzeug                                                | Serie      | Serienbau bei Kriegsende 1945 angelaufen, kein Einsatz mehr |
| 336     | Focke-Achgelis Fa 336          |                                 | —        | 1-mot.            | Drehflügler        | ?                                                                     | Projekt    | Motorisierte Weiterentwicklung der Fa 330 zum Hubschrauber, 1944 projektiert                                                                                       |
| 337     |                                |                                 |          |                   |                    |                                                                       |            | Junkers-Projekt zugeordnet, keine Evidenz |
| 338     |                                |                                 |          |                   |                    |                                                                       |            | Nicht verwendet |
| 339     | Flettner Fl 339                |                                 | —        | 1-mot.            | Drehflügler        | ?                                                                     | Projekt    | Vergrößerte Weiterentwicklung der Fl 282, 1944 projektiert |
| 340     | Arado Ar 340                   |                                 | —        | 2-mot.            | Schulterdecker     | Mittlerer Bomber                                                      | Projekt    | Entwurf für den sog. „Bomber B“ mit Doppelleitwerksträger, Arado-Werksbezeichnung E 340 in der Literatur irrtümlich als Ar 340 verwendet                           |
| 341     | Berlin B 341                   |                                 | 1943     | 2-mot.            | Tiefdecker         | Versuchsflugzeug                                                      | Prototyp   | Experimentalflugzeug Berlin B 9 der Flugtechnischen Fachgruppe an der TH Berlin-Charlottenburg für liegende Pilotenposition                                        |
| 342     | Doblhoff-WNF Wn 342            |                                 | 1943     | 1-mot.            | Hubschrauber       | Versuchshubschrauber                                                  | Prototypen | Reaktionsantrieb des Rotors durch an den Blattspitzen austretende heiße Abgasstrahlen                                                                              |
| 343     | Heinkel He 343                 |                                 | —        | 4-str.            | Mitteldecker       | Schnellbomber, Zerstörer, Aufklärer                                   | Projekt    | Bauvorbereitung 1945 abgebrochen |
| 344     | Ruhrstahl-Kramer RK 344        |                                 | 1944     | 1-str.            | Flugkörper         | Luft-Luft-Rakete                                                      | Serie      | Drahtgesteuerter Lenkflugkörper, gebräuchliche Bezeichnung Ruhrstahl X-4                                                                                           |
| 344     | Sombold So 344                 |                                 | —        | 1-str.            | Mitteldecker       | Abfangjäger                                                           | Projekt    | 1944 projektiertes Raketenflugzeug mit absprengbarer explosiver Flugzeugnase gegen Bomberformationen; RLM-Nr. möglicherweise inoffiziell                           |
| 345     | Gotha Go 345                   |                                 | —        | unmot./ 2-str.    | Schulterdecker     | Lastensegler                                                          | Projekt    | 1944 projektiert, auch Variante mit zwei Argus-Pulsstrahlrohren vorgesehen                                                                                         |
| 346     | DFS 346                        |                                 | 1949     | 1-str.            | Mitteldecker       | Versuchsflugzeug                                                      | Prototypen | Experimentelles Hochgeschwindigkeits-Raketenflugzeug zur späteren Verwendung als Aufklärer, Erstflug erst nach dem Krieg als OKB-2 346 in der Sowjetunion          |
| 347     | Ruhrstahl-Kramer RK 347        | »Rotkäppchen«                   | 1944     | 1-str.            | Flugkörper         | Panzerabwehrrakete                                                    | Serie      | Drahtgesteuerte Panzerabwehrlenkwaffe, gebräuchliche Bezeichnung Ruhrstahl X-7                                                                                     |
| 348     |                                |                                 |          |                   |                    |                                                                       |            | Nicht verwendet |
| 349     | Bachem Ba 349                  | »Natter«                        | 1945     | 1-str.            | Mitteldecker       | Abfangjäger                                                           | Serie      | Senkrecht startendes Einweg-Raketenflugzeug, in der Erprobung |
| 350 ff. |                                |                                 |          |                   |                    |                                                                       |            | Soweit bekannt, wurden ab 350 Nummern nicht mehr sequentiell Herstellern zugeordnet                                                                                |
| 352     | Junkers Ju 352                 | »Herkules«                      | 1943     | 3-mot.            | Tiefdecker         | Transportflugzeug                                                     | Serie      | Weiterentwicklung der Ju 252 in Holz-Stahl-Mischbauweise |
| 356     |                                |                                 |          |                   |                    |                                                                       |            | Fieseler-Projekt (Nachfolger Fi 156) oder Junkers-Projekt zugeordnet, keine Evidenz                                                                                |
| 362     |                                |                                 |          |                   |                    |                                                                       |            | Messerschmitt-Projekt (3-/6-str. Verkehrsflugzeug) zugeordnet, keine Evidenz                                                                                       |
| 364     | Messerschmitt Me 364           |                                 | —        | 6-mot.            | Mitteldecker       | Fernbomber                                                            | Projekt    | Werksinterne Bezeichnung der sechsmotorigen Variante der Me 264 |
| 368     |                                |                                 |          |                   |                    |                                                                       |            | Messerschmitt-Projekt zugeordnet, keine Evidenz |
| 388     | Junkers Ju 388                 |                                 | 1943     | 2-mot.            | Tiefdecker         | Höhenbomber und -aufklärer, Nachtjäger                                | Serie      | |
| 390     | Junkers Ju 390                 |                                 | 1943     | 6-mot.            | Tiefdecker         | Fernbomber                                                            | Prototypen | Entwurf für den sog. „Amerikabomber“, Weiterentwicklung der Ju 290                                                                                                 |
| 391     | Focke-Wulf Fw 391              |                                 | —        | 4-mot.            | Schulterdecker     | Mittlerer Bomber                                                      | Projekt    | Weiterentwicklung oder Alternativbezeichnung der Fw 191 C |
| 396     | Arado Ar 396                   |                                 | 1944     | 1-mot.            | Tiefdecker         | Fortgeschrittenen-Schulflugzeug                                       | Nullserie  | Weiterentwicklung der Ar 96 in Holz-Stahl-Mischbauweise |
| 400     | Focke-Wulf Ta 400              |                                 | —        | 6-mot.            | Schulterdecker     | Fernbomber                                                            | Projekt    | Entwurf für den sog. „Amerikabomber“, 1943 projektiert |
| 409     | Messerschmitt Me 409           |                                 |          | 1-mot.            | Tiefdecker         | Jäger                                                                 |            | Werksinterne Bezeichnung des „Spezial-Träger-Jagdflugzeugs“ Bf 109 ST, erhält 1942 die endgültige RLM-Nr. 8-155                                                    |
| 410     | Messerschmitt Me 410           | »Hornisse«                      | 1942     | 2-mot.            | Tiefdecker         | Zerstörer, Jagdbomber, Aufklärer                                      | Serie      | Weiterentwicklung der Me 210 mit verlängertem Rumpf zur Verbesserung der Flugeigenschaften                                                                         |
| 417     | Dornier Do 417                 |                                 | —        | 2-mot.            | Schulterdecker     | Mittlerer Bomber                                                      | Projekt    | Konkurrenzentwurf zur Ju 188 für das sog. „Arbeitsflugzeug“, Weiterentwicklung der Do 317                                                                          |
| 419     | Heinkel He 419                 |                                 | —        | 2-mot.            | Schulterdecker     | Höhenjäger                                                            | Projekt    | Variante/Weiterentwicklung der He 219 mit Tragflächen größerer Spannweite                                                                                          |
| 423     | Zeppelin-Messerschmitt ZMe 423 |                                 | —        | 6-mot.            | Schulterdecker     | Transportflugzeug                                                     | Projekt    | Vergrößerte Weiterentwicklung der Me 323 |
| 430     | Arado Ar 430                   |                                 | —        | 2-mot.            | Amphibium          | Reise- und Kurierflugboot                                             | Projekt    | 1940–44 projektiert, 1942 Bearbeitung an Dewoitine übergeben |
| 430     | Gotha Ka 430                   |                                 | 1944     | unmot.            | Schulterdecker     | Lastensegler                                                          | Prototypen | Weiterentwicklung der Go 242, auch als Kalkert Ka 430 bezeichnet                                                                                                   |
| 432     | Arado Ar 432                   |                                 | —        | 4-mot.            | Schulterdecker     | Transportflugzeug                                                     | Projekt    | Weiterentwicklung der Ar 232 B in Holz-Stahl-Mischbauweise, 1944 projektiert                                                                                       |
| 435     | Dornier Do 435                 |                                 | —        | 2-mot.            | Tiefdecker         | Mehrzweckkampfflugzeug                                                | Projekt    | Inoffizielle Bezeichnung für Parallelentwürfe zur Do 335 mit geänderter Motorisierung                                                                              |
| 440     | Arado Ar 440                   |                                 | —        | 2-mot.            | Tiefdecker         | Höhenjäger                                                            | Projekt    | Weiterentwicklung der Ar 240 |
| 445     | Caudron C.445                  | »Goéland«                       | 1935     | 2-mot.            | Tiefdecker         | Mehrzweckflugzeug                                                     | Serie      | Französisches Baumuster; bis 1943 für die Luftwaffe weitergebaut und als Besatzungs-Schulflugzeug verwendet                                                        |
| 446     |                                |                                 |          |                   |                    |                                                                       |            | DFS-Projekt zugeordnet, keine Evidenz |
| 452     | Junkers Ju 452                 |                                 |          | 3-mot.            | ?                  | Transportflugzeug                                                     |            | Von den USAAF gelistete Bezeichnung; keine Evidenz, möglicherweise Weiterentwicklung der Ju 252 in Holzkonstruktion                                                |
| 462     | Messerschmitt Me 462           |                                 | —        | 4-str.            | Mitteldecker       | Fernbomber                                                            | Projekt    | Von Messerschmitt für den Entwurf P.1107 von 1945 vorgeschlagene Bezeichnung                                                                                       |
| 488     | Junkers Ju 488                 |                                 | —        | 4-mot.            | Tiefdecker         | Höhenbomber                                                           | im Bau     | Prototypen 1944 vor Fertigstellung bei Latécoère durch Résistance zerstört                                                                                         |
| 491     | Focke-Wulf Fw 491              |                                 | —        | 4-mot.            | Schulterdecker     | Mittlerer Bomber                                                      | Projekt    | Ursprüngliche Bezeichnung Fw 191 C, Ersatzlösung mit 4 Motoren Jumo 211 für die zweimotorige Fw 191                                                                |
| 500     | Heinkel He 500                 |                                 |          | 1-str.            | Schulterdecker     | Jäger                                                                 |            | Ursprüngliche Bezeichnung der He 162 |
| 509     | Messerschmitt Me 509           |                                 | —        | 1-mot.            | Mitteldecker       | Jäger                                                                 | Projekt    | Weiterentwicklung der Me 309 mit Mittelmotor, ähnlich der Bell P-39 Airacobra                                                                                      |
| 510     | Messerschmitt Me 510           |                                 | —        | 2-mot.            | Tiefdecker         | Zerstörer                                                             | Projekt    | Variante/Weiterentwicklung der Me 410, Einzelheiten unbekannt |
| 519     | Heinkel He 519                 |                                 | —        | 1-mot.            | Tiefdecker         | Schnellbomber                                                         | Projekt    | Vermutete Bezeichnung für eine weiterentwickelte He 119, möglicherweise das Heinkel-Projekt P 1065 III, einen Entwurf für das sogenannte „Arbeitsflugzeug“         |
| 520     | Dewoitine D.520                |                                 | 1938     | 1-mot.            | Tiefdecker         | Jäger                                                                 | Serie      | Französisches Baumuster; für Vichy-Frankreich weitergebaut, 1943 von der Luftwaffe beschlagnahmt und als Übungsjagdflugzeug verwendet                              |
| 534     | Avia B-534                     |                                 | 1933     | 1-mot.            | Doppeldecker       | Jäger                                                                 | Serie      | Tschechisches Baumuster, von der Luftwaffe übernommen und als Übungsjagdflugzeug verwendet                                                                         |
| 523     | Zeppelin-SNCASO ZSO 523        |                                 | —        | 6-mot.            | Schulterdecker     | Transportflugzeug                                                     | Projekt    | 1944 projektierte vergrößerte Weiterentwicklung der ZMe 323 mit Motoren Gnome et Rhône 14R                                                                         |
| 532     | Arado Ar 532                   |                                 | —        | 4-mot.            | Schulterdecker     | Transportflugzeug                                                     | Projekt    | Weiterentwicklung der Ar 232 mit vier Motoren BMW 801, Einzelheiten unbekannt                                                                                      |
| 535     | Dornier Do 535                 |                                 | —        | 1-mot. und 1-str. | Tiefdecker         | Mehrzweckkampfflugzeug                                                | Projekt    | Inoffizielle Bezeichnung für Parallelentwürfe zur Do 335 mit Mischantrieb, möglicherweise auch als Do 435 bezeichnet                                               |
| 609     | Messerschmitt Me 609           |                                 | —        | 2-mot.            | Tiefdecker         | Zerstörer, Jagdbomber                                                 | Projekt    | Zwillingsrumpf-Me 309, auch als Me 309 Z bezeichnet |
| 632     | Arado Ar 632                   |                                 | —        | 4-mot.            | Schulterdecker     | Transportflugzeug                                                     | Projekt    | Weiterentwicklung der Ar 232 mit vier Motoren BMW 801, Einzelheiten unbekannt                                                                                      |
| 635     | Dornier Do 635                 |                                 | —        | 4-mot.            | Tiefdecker         | Fernaufklärer                                                         | Projekt    | Zwillingsrumpf-Do 335, ursprüngliche Bezeichnung Do 335 Z; Bearbeitung 1944 erst zu Heinkel (He 535 (sic!)), dann zu Junkers (Ju 635) transferiert                 |

## Hersteller- und Konstrukteurskürzel
| Kürzel | Bedeutung des Kürzels                    | Firmen- oder Konstrukteursname                                                                         | Anmerkungen                                                                              |
| ------ | ---------------------------------------- | --- | ---------------------------------------------------------------------------------------- |
| Al     | Albatros                                 | Albatros Flugzeugwerke GmbH                                                                            | 1931 mit Focke-Wulf fusioniert                                                           |
| Ao     | Apparatebau Oschersleben                 | AGO Flugzeugwerke GmbH Oschersleben                                                                    |                                                                                          |
| Ar     | Arado                                    | Arado Flugzeugwerke GmbH                                                                               |                                                                                          |
| As     | Argus                                    | Argus Motoren Gesellschaft mbH                                                                         |                                                                                          |
| Ba     | Bachem                                   | Erich Bachem                                                                                           | 1933–43 technischer Direktor und Chef der Entwicklung bei Fieseler, danach selbständig   |
| Bf     | Bayerische Flugzeugwerke                 | Bayerische Flugzeugwerke (BFW)                                                                         | Juli 1938 in Messerschmitt AG übergegangen                                               |
| BV     | Blohm & Voss                             | Blohm & Voss, Abt. Flugzeugbau                                                                         | Ehemals Hamburger Flugzeugbau, Ende 1937 in den Mutterkonzern Blohm & Voss eingegliedert |
| Bü     | Bücker                                   | Bücker Flugzeugbau                                                                                     |                                                                                          |
| DFS    | Deutsche Forschungsanstalt für Segelflug | Deutsche Forschungsanstalt für Segelflug (DFS)                                                         |                                                                                          |
| Do     | Dornier                                  | Dornier-Werke GmbH                                                                                     |                                                                                          |
| Fa     | Focke-Achgelis                           | Focke, Achgelis & Co. GmbH                                                                             |                                                                                          |
| Fh     | Flugzeugwerke Halle                      | Klemm-Flugzeugwerke Halle                                                                              | Zweigwerk von Klemm, Dezember 1937 von Friedrich Siebel übernommen                       |
| Fi     | Fieseler                                 | Gerhard-Fieseler-Werke GmbH                                                                            |                                                                                          |
| FiSk   | Fieseler-Skoda                           | Gerhard-Fieseler-Werke GmbH und Aktiengesellschaft vormals Skodawerke                                  |                                                                                          |
| Fk     | Flugzeugbau Kiel                         | Flugzeugbau Kiel GmbH                                                                                  |                                                                                          |
| Fl     | Flettner                                 | Anton Flettner                                                                                         |                                                                                          |
| Fw     | Focke-Wulf                               | Focke-Wulf-Flugzeugbau AG                                                                              |                                                                                          |
| Go     | Gotha                                    | Gothaer Waggonfabrik                                                                                   |                                                                                          |
| Ha     | Hamburger Flugzeugbau                    | Hamburger Flugzeugbau (HFB)                                                                            | Tochterunternehmen von Blohm & Voss, Ende 1937 in den Mutterkonzern eingegliedert        |
| He     | Heinkel                                  | Ernst Heinkel Flugzeugwerke GmbH                                                                       | Ab 1943 Ernst Heinkel AG                                                                 |
| Ho     | Horten                                   | Reimar und Walter Horten                                                                               |                                                                                          |
| Hs     | Henschel                                 | Henschel Flugzeug-Werke                                                                                |                                                                                          |
| Hü     | Hütter                                   | Wolfgang Hütter                                                                                        |                                                                                          |
| Ju     | Junkers                                  | Junkers Flugzeug- und Motorenwerke AG (JFM)                                                            |                                                                                          |
| Kl     | Klemm                                    | Leichtflugzeugbau Klemm GmbH                                                                           |                                                                                          |
| Ka     | Kalkert                                  | Albert Kalkert                                                                                         |                                                                                          |
| Me     | Messerschmitt                            | Messerschmitt AG                                                                                       | Juli 1938 aus den Bayerischen Flugzeugwerken hervorgegangen                              |
| MeC    | Messerschmitt-Caudron                    | Messerschmitt AG und Société des Avions Caudron                                                        |                                                                                          |
| NR     | Nagler-Rolz                              | Bruno Nagler und Franz Rolz                                                                            |                                                                                          |
| Si     | Siebel                                   | Siebel Flugzeugwerke KG                                                                                | Ehemals Klemm Flugzeugwerke Halle, Dezember 1937 von Friedrich Siebel übernommen         |
| Sk     | Skoda-Kauba                              | Aktiengesellschaft vormals Skodawerke und Otto Kauba                                                   |                                                                                          |
| So     | Sombold                                  | Heinz Sombold                                                                                          |                                                                                          |
| Ta     | Tank                                     | Kurt Tank                                                                                              | Technischer Leiter und Mitglied der Geschäftsleitung bei Focke-Wulf                      |
| We     | Weserflug                                | Weser-Flugzeugbau GmbH (Weserflug)                                                                     |                                                                                          |
| Wn     | Wiener Neustädter Flugzeugwerke          | Wiener Neustädter Flugzeugwerke GmbH (WNF)                                                             |                                                                                          |
| ZMe    | Zeppelin-Messerschmitt                   | Luftschiffbau Zeppelin GmbH und Messerschmitt AG                                                       |                                                                                          |
| ZSO    | Zeppelin-SNCASO                          | Luftschiffbau Zeppelin GmbH und Société Nationale de Constructions Aéronautiques du Sud-Ouest (SNCASO) |                                                                                          |